# Фінляндська православна церква

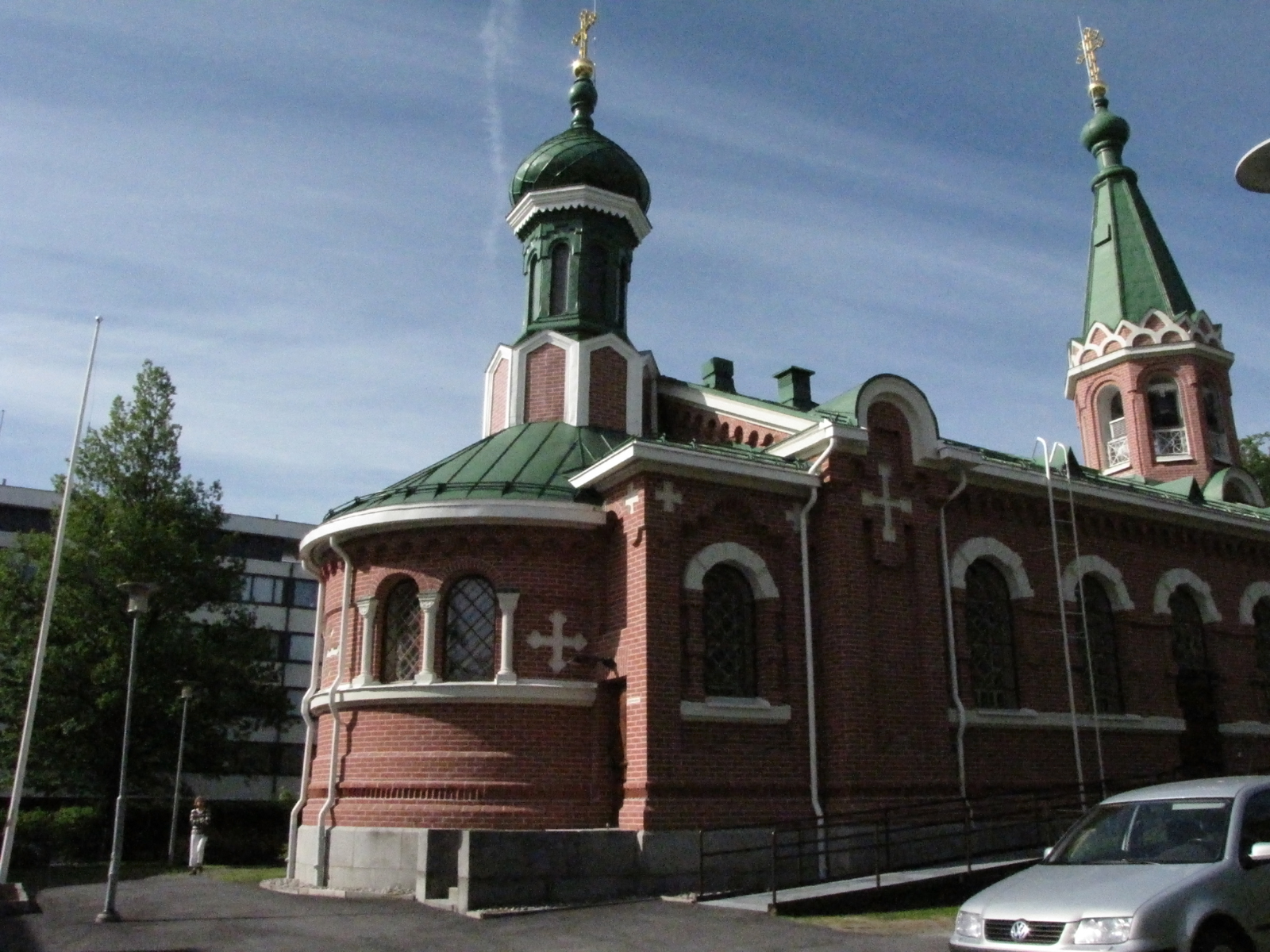
Катедральний собор в Куопіо

Фінська правосла́вна це́рква (фін. Suomen ortodoksinen kirkko, швед. Finska ortodoxa kyrkan, також Правосла́вна це́рква Фінля́ндії, фін. Ortodoksinen kirkko Suomessa, швед. Ortodoxa kyrkan i Finland, грец. Ορθόδοξη Εκκλησία της Φινλανδίας, або Архиєпископі́я Фінля́ндії) — автономна східно-православна церква у складі Вселенського патріархату Константинополя у Фінській Республіці. Церква має законодавче положення як національна церква в країні, поряд з Євангелічно-лютеранською церквою Фінляндії. Використовує у своїй літургії візантійський обряд, фінську, шведську, колтта-саамську, церковнослов'янську й грецьку мови, григоріанський календар, вона є частиною Східного християнства. 
Чисельність членів Православної церкви Фінляндії становить понад 58 000 осіб, що становить 1,1% населення Фінляндії. Найбільше прихильників має парафія Гельсінкі.

## Історія
Християнство почало поширюватися на Фінляндію зі сходу в православній формі та із заходу в католицькій формі не пізніше, на початку XII століття. Деякі з найдавніших розкопаних хрестів у Фінляндії, датовані XII століттям і далі, подібні до типу, знайденого в Новгороді та Києві. Вважається, що православні парафії існували аж на захід до Тавастії — місцевості, населеної тавастіями в центральній Фінляндії.
Деякі основні поняття християнського словника у фінській мові були запозиченнями з давньоруської мови, яка, у свою чергу, запозичила їх із середньовічної грецької мови. До них належать слова для священника (pappi), хреста (raamattu) та Біблії (raamattu). Однак ця гіпотеза не є безперечною.

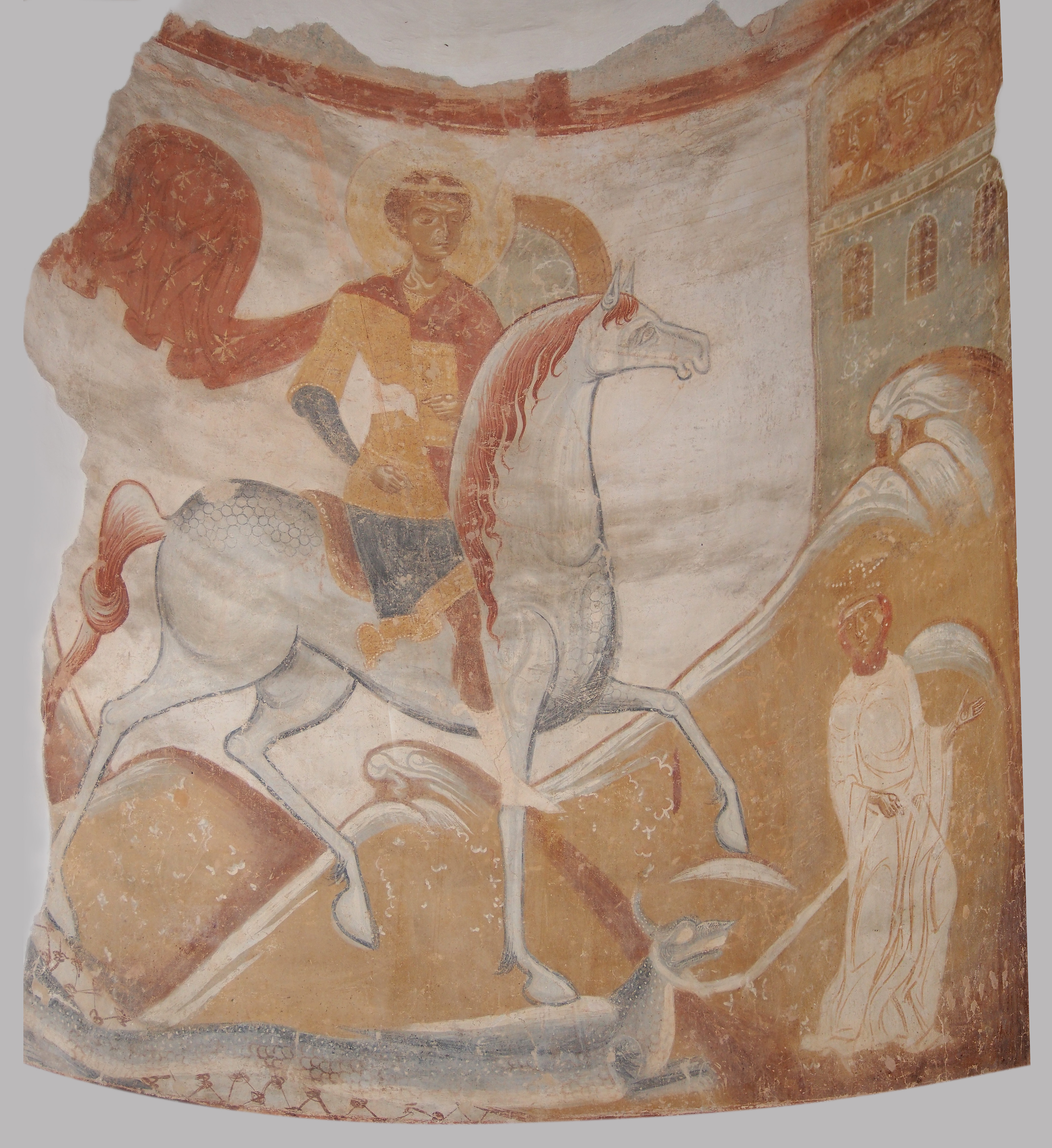
Ранньохристиянське мистецтво на території, населеній карелами: фреска, написана 1167 р. У церкві Святого Юра у Старій Ладозі.

### Зіткнення католицизму і східного православ’я
У середині XIII століття сталося неминуче зіткнення між двома країнами, що розширюються, Швецією та Новгородом та двома формами християнства, які вони представляли. Остаточний кордон між західним і східним правлінням був прописаний у Нітеборзькому мирному договорі 1323 року. Карелія відійшла до Новгорода та східного православ'я.

### Карельські монастирі

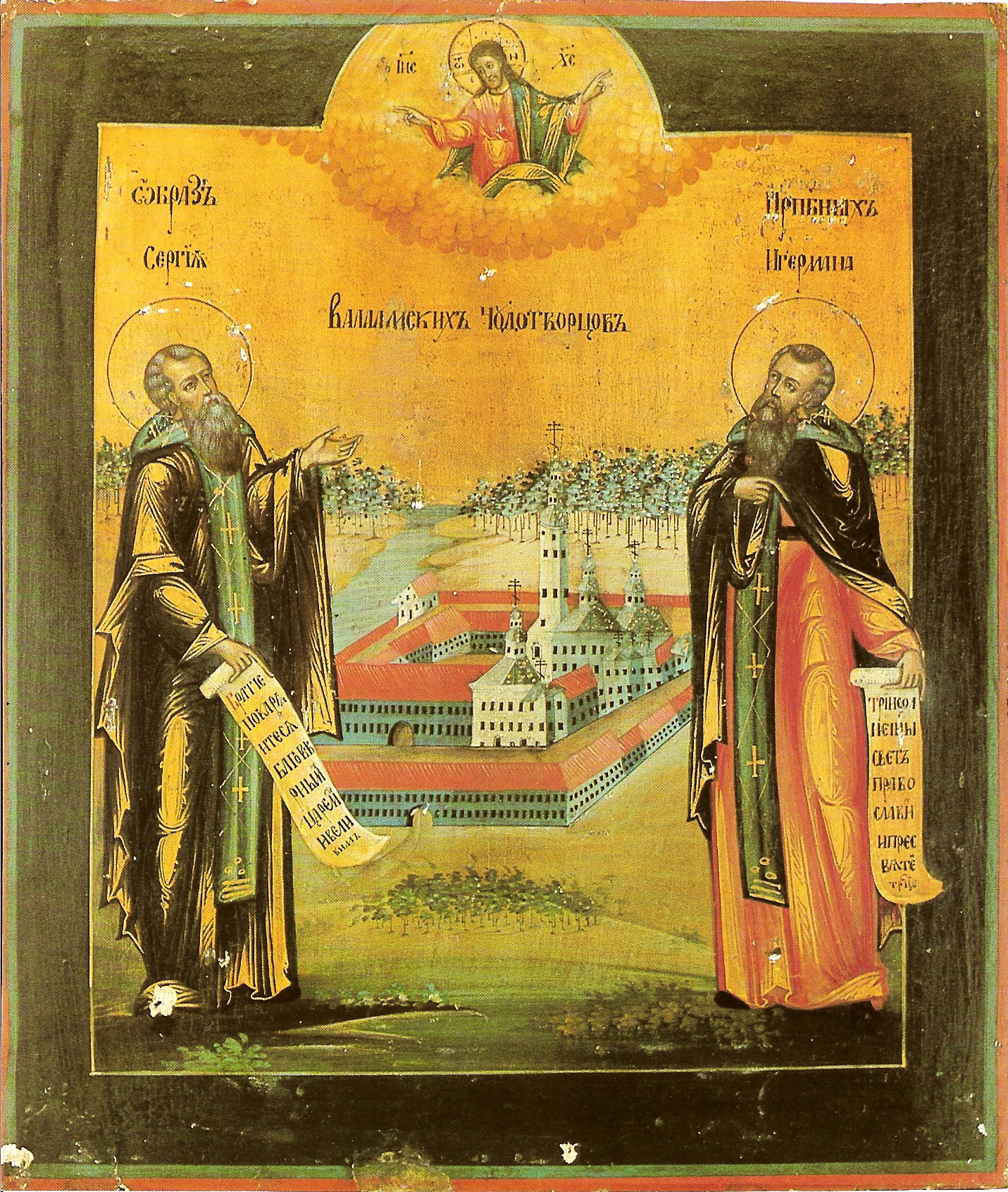
Ікона XIX століття із зображенням святих Сергія та Германа та старого собору Валаамського монастиря

Основна місіонерська робота припала на монастирі, що з'явилися в пустелі Карелії. На островах у Ладозькому озері було засновано два монастирі, які стали відомими через кілька століть: Валаамський монастир та Коневський.
Карельські та фінські ліси також були заселені духовно розвиненими відлюдниками. Часто біля хатинки або скиту відлюдника поселялися інші борці за добру боротьбу віри, і тому був заснований новий монастир. Одним із найважливіших прикладів цього процесу був святий Олександр Свірський 1449–1533 рр. Він був карелом, який 13 років вів боротьбу віри у Валаамському монастирі, але, нарешті, залишив його і врешті-решт заснував монастир біля річки Свір.

### Шведський гніт

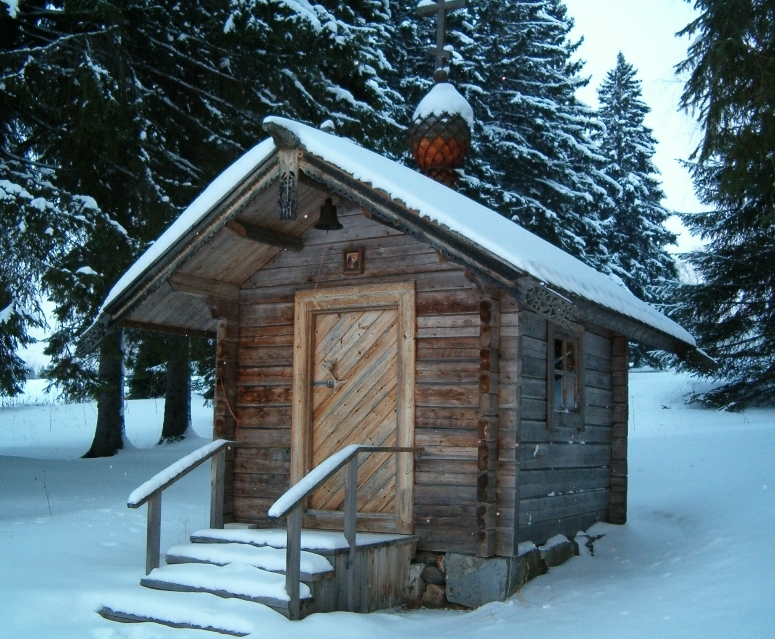
Невелика каплиця, tsasouna, побудована в традиційному карельському стилі в монастирі Новий Валамо.

XVII століття було періодом релігійного фанатизму та багатьох релігійних воєн, оскільки новостворені протестантські країни воювали проти країн, які залишилися католиками чи православними. У цей час Швеція стала великою силою, яка розширилася як на південь, так і на схід. У Карелії шведські війська зруйнували і спалили монастирі Валаама і Коневського. Ченці, які не втекли, були вбиті. Таку долю спіткало багато селян.
Лютеранська державна церква Швеції намагалася навернути православне населення. Їм не дозволили отримувати священників з Московії, що означало, в кінцевому рахунку, що у них взагалі не було священників. Оскільки лютеранство було єдиною правовою релігією у Швеції, бути православним було багато в чому недоліком. Близько двох третин православного населення втекло до Центральної Росії з-під гноблення. Вони формували населення Тверської Карелії. Шведська держава заохочувала лютеранських фінів окупувати безлюдні ферми в Карелії. Цей масовий відтік православних фінів від Фінляндії означав, що східне православ’я більше ніколи не було головною релігією будь-якої частини Фінляндії. Однак у віддалених районах Східної Фінляндії та Карелії, як і Іломанці, східне православне християнство збереглося.

### У складі Московського патріархату
Період грандіозної експансії Швеції досяг меж у двох війнах: у Північній війні, яка закінчилася Ништадтським договором 1721 р., і у війні Капелюхів (1741–43) з Туркунським договором 1743 р. Шведська імперія втратила всі свої провінції. у Балтійському регіоні та частину східної Фінляндії до Росії.
Валаамський монастир був знову створений на Ладозькому озері, а нова головна церква була освячена у 1719 р. Монахи повернулися до Коневського монастиря до 1716 р. Російський уряд підтримував діяльність релігії, яку вони сповідували протягом багатьох століть. Імператори та імператриці оплачували реконструкцію спалених чи зруйнованих іншим чином церков. Православне населення Східної Фінляндії знову отримало доступ до паломництва до монастирів Соловецького та Олександро-Свірського.
Старообрядці, розкольницька група росіян, які не прийняли релігійних реформ патріарха Никона в 1666–67 роках, були відлучені від Православної церкви і втекли до околиць Росії. Вони також переїхали у віддалені райони Фінляндії, побудувавши там три невеликі монастирі. Однак протягом наступного століття діяльність цих монастирів припинилася.

### Велике князівство Фінське Російської імперії

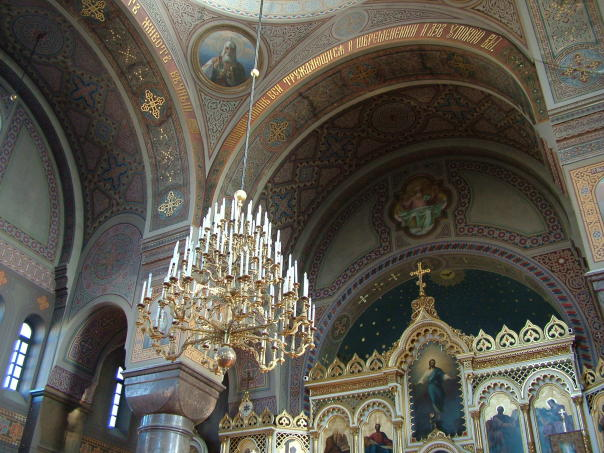
Інтер'єр Успенського собору.

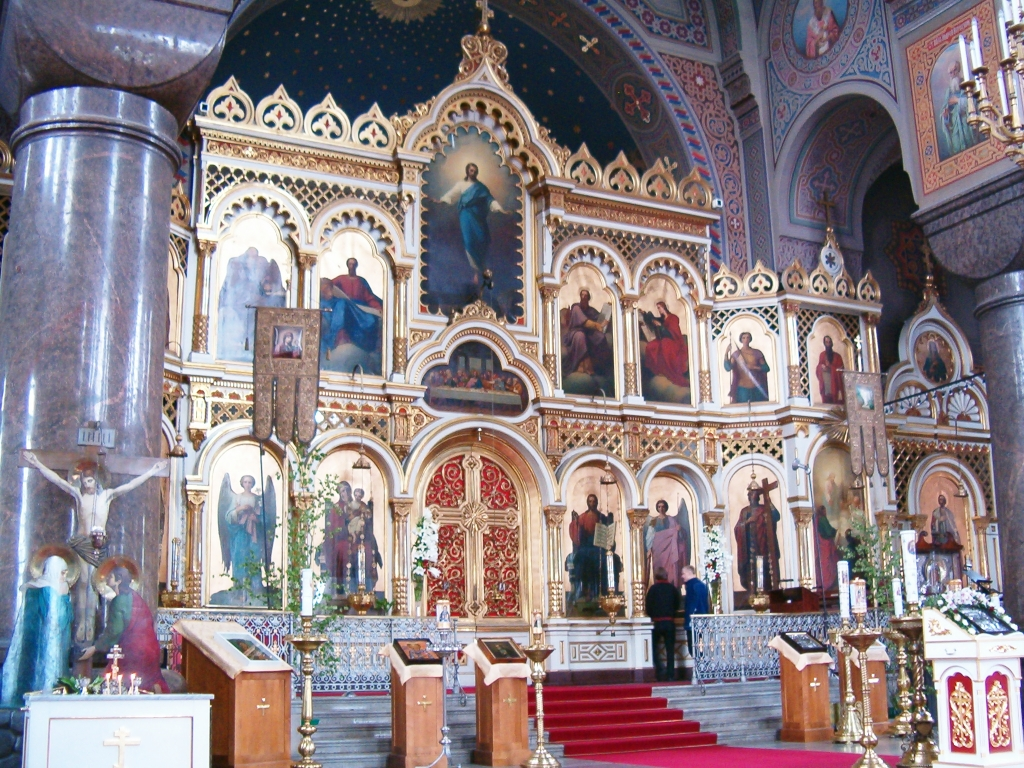
Іконостас Успенського собору.

Коли у 1809 р. вся Фінляндія стала автономним Великим князівством у складі Російської імперії, у ній уже була створена лютеранська церква. Східне православне християнство також отримало визнаний статус у Фінляндії. Стара шведська конституція, яку фіни загалом розглядали як конституцію Великого князівства, конкретно вимагала, щоб суверен був протестантським, проте це не було враховано православними імператорами.
У районах, де православна віра не була корінною, як ось у містах Гельсінкі, Тампере та Війпурі та на Карельському перешийку, православ’я особливо асоціювалося з росіянами, більшість з яких були російськими військами, які постійно перебували у Фінляндії. Зародження православної церкви Гельсінкі, як правило, пов'язане з будівництвом церкви Святої Трійці у Гельсінкі, 1827 року. Загалом більшість церковних дій за межами Карелії зосереджувалося на гарнізонних церквах. Також зростала кількість російських емігрантів, більшість з яких були купцями або ремісниками. Вони почали ототожнювати себе з шведськомовною буржуазією, і так народилася шведськомовна філія православної церкви Фінляндії.
XIX століття також було періодом активного будівництва нових церков, найважливішим з яких був Успенський собор. Гарнізони потребували православних церков, так само як і нові емігранти до міст. Хорошим прикладом є православна церква Тампере та Турку.

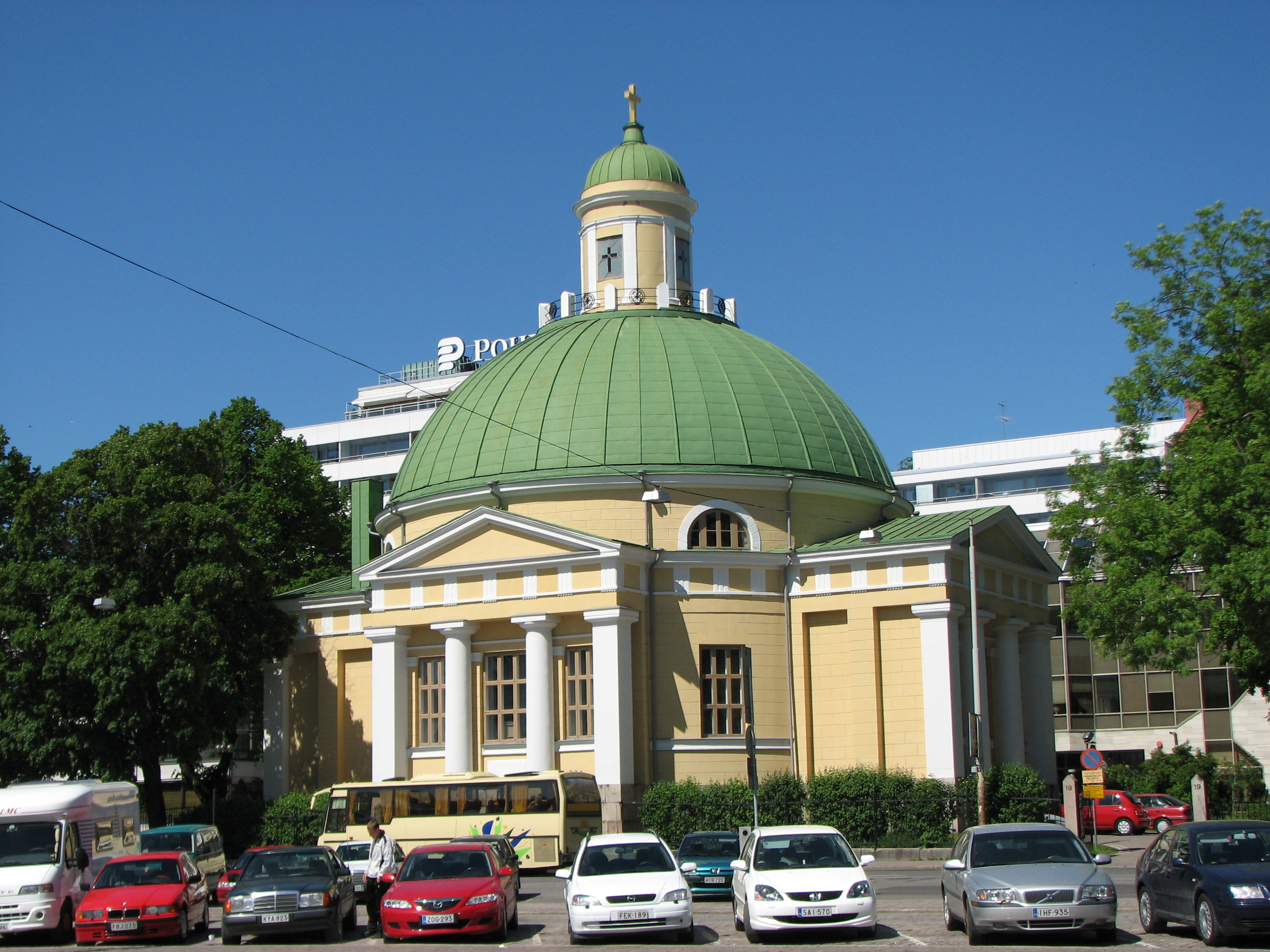
Церква Святої Великомучениці імператриці Олександри в Турку, освячена 9 вересня 1845 року.

У сільській місцевості Карелії місцева форма православної віри залишалася дещо примітивною, включаючи багато рис старої релігійної практики. Грамотність серед православного населення була низькою. У 1900 році було підраховано, що з усіх осіб старше 15 років у Східній Фінляндії 32% були неписьменними. Православне населення мало знало про їхню віру, крім зовнішніх форм. Священники взагалі були росіянами, які рідко знали фінську. Оскільки Карелія та її орні землі були бідними, вона не залучала священників першого класу. Мова богослужінь була церковнослов’янською, формою давньобулгарської. Росіянин міг зрозуміти деякі частини мови, фінськомовна людина – нічого.
Окремий фінський єпископат з провідним архиєпископом був створений у 1892 році при Московському патріархату. Вона була розміщена у Виборзі, а її першим єпископом був росіянин Антоній.
Коли в кінці XIX століття Російська імперія намагалася скасувати автономію Фінляндії, лютеранські фіни почали асоціювати православну церкву з імперським російським пануванням, позначеним як ryssän kirkko. Культурний розрив між двома церквами залишався значним.

### Фінська Республіка
Незабаром після проголошення Фінляндією незалежності від Росії в 1917 році православна церква Фінляндії оголосила про свою автономію під Московським патріархатом, що було визнано патріархом 11 лютого 1921 року. Перша конституція Фінляндії (1919) надавала православній церкві рівний статус з лютеранською церквою Фінляндії. У 1918 році майно Московського патріархату в Фінляндії було націоналізовано і передано Православній церкві Фінляндії.

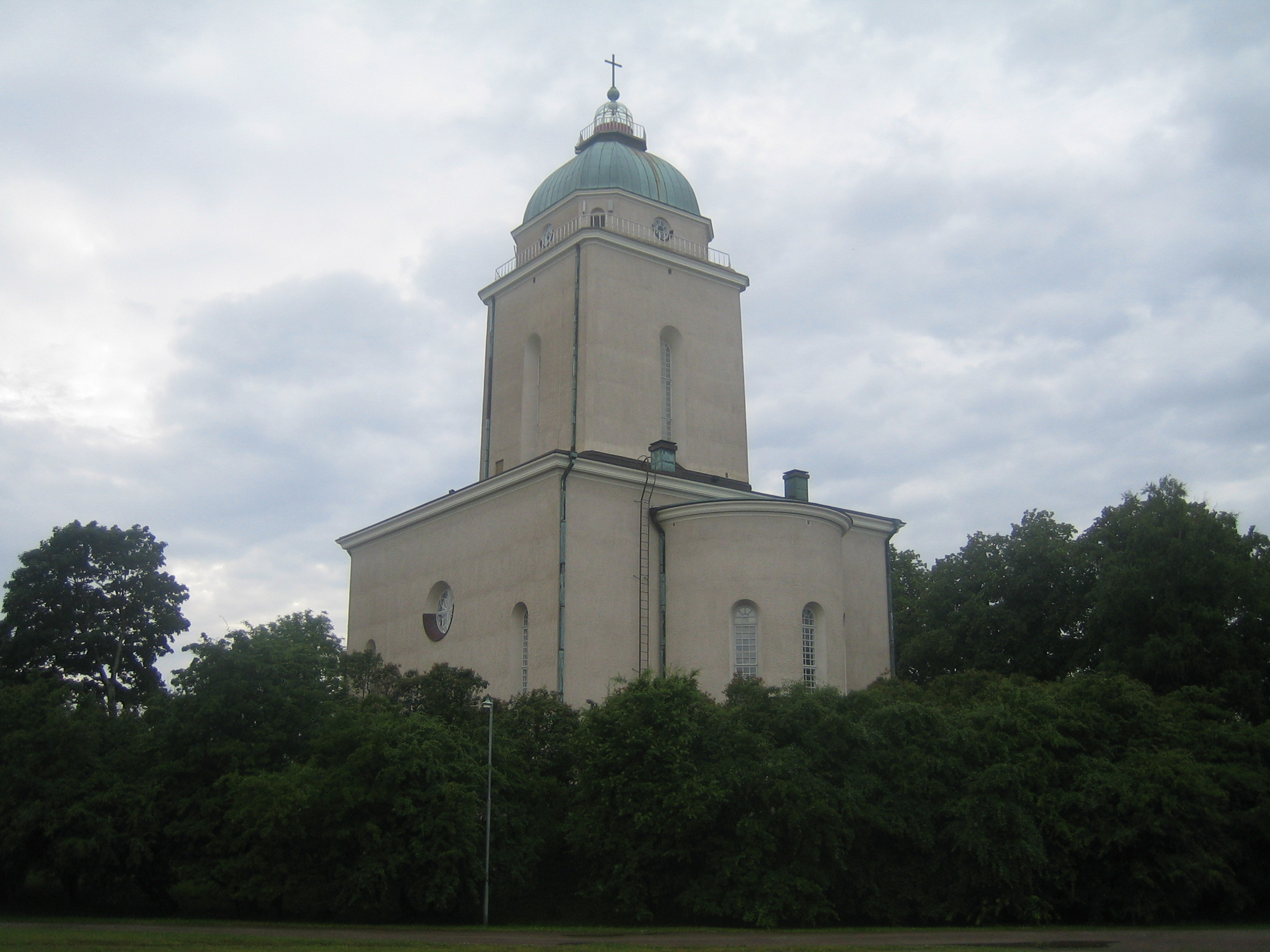
Раніше православна церква, церква Суоменлінна, була повернута Лютеранській церкві у 1918 році.

1923 року Православна церква Фінляндії повністю відокремилася від Московського патріархату, перетворившись на автономну церкву, приєднану до Вселенського патріархату Константинополя. Церковно-урядова делегація в складі протоієрея Германа (Аава), протоієрея Сергія Солнцева і представника Уряду професора Еміля Сетяля перебувала в Константинополі з 2 по 13 липня 1923 року i звернулася до Вселенського патріарха з проханням про автокефалію, незважаючи на протести Московського патріархату. 6 липня 1923 року був отриманий Томос про дарування автономії Православної церкви Фінляндії в юрисдикції Вселенського патріархату Константинопля. Одночасно, Патріарх Мелетій (Метаксакіс) підкреслив несвоєчасність надання фінській церкві автокефалії. 8 липня того ж року патріарх Мелетій здійснив єпископську хіротонію естонського протоієрея Германа (Аава), який був хіротонізований у вікарного єпископа Карельського. 13-20 листопада 1923 Надзвичайний собор Православної церкви Фінляндії в Сердоболь під головуванням архиєпископа Виборзького і всієї Фінляндії Серафима (Лук'янова) одноголосно прийняв перехід під юрисдикцію Вселенського патріархату Константинополя, рішення було наділене силою закону урядом Фінляндії. Тоді ж був прийнятий григоріанський календар. Інші реформи, запроваджені після здобуття незалежності, включають зміну мови літургії з церковнослов’янської на фінську та перенесення архиєпископського місця з Війпурі в Сортавалу. Катедра архиєпископа залишалася в Виборзі.
Як реакція на введення в 1920-х роках у Православній церкві Фінляндії григоріанського календаря (а не новоюліанського, який вводили Східні православні церкви, щоб не приймати григоріанський календар, створений Папою Римським Григорієм XIII), тобто нового стилю, та навіть західної пасхалії (у новоюліанському календарі застосовується той метод обчислення пасхалії, що й у юліанському), зміну ієрархічної влади (посилання в Коневецький монастир архиєпископа Серафима (Лук'янова)) і перехід в юрисдикцію Константинополя, без згоди на те патріарха Тихона, а також пануючого на території Фінляндії філетизму, в країні виникли кілька приватних православних громад, які пізніше увійшли в склад Московського патріархату (з 1926 до 1945 року визнавали юрисдикцію митрополита Євлогія (Георгієвського) і одночасно Синоду РПЦЗ, в 1945 році ці парафії прийняв Московський патріархат). Особливо сильним був рух старокалендарників в Валаамскому і Лінтульскому монастирях.
На підставі пункту 3 Указу Президента Фінляндії Карла Стольберг від 29 грудня 1923 архиєпископ Виборзький і всієї Фінляндії Серафим (Лук'янов) з 1 січня 1924 року відсторонений від управління Церквою через його невідповідність вимогам закону про офіційну мову. Місцем його перебування було визначено Коневский монастир. Виконуючим посаду архиєпископа призначався єпископ Карельський Герман (Аав). Висланий Фінському церковному управлінню патріархом Тихоном указ від 28 листопада 1923 роки (за № 186), який наказував «з'ясувати, в зносинах з урядом Фінської Республіки, можливість повернення церковних справ в Фінляндії в їх перш займане становище», був залишений урядом без наслідків.
У 1926 році в державному реєстрі Фінляндії на підставі нового закону про свободу віросповідання була зареєстрована Покровська громада в Виборзі (після 1939 року прихід і храм були перенесені в Гельсінкі). У травні 1927 року було зареєстровано Микільська Громада в Гельсінкі.
Хрести з ланцюжками з свастик були введені у вжиток до 1929 р.. Лист протоієрея Миколи Валмо з Церковного Управління до Правління Валаамського монастиря за № 1825 від 16 серпня 1935 р показує, що носіння їх було строго обов'язковим, і виготовлялися вони Валаамським монастирем по встановленим зразкам. В Фінляндії знак свастики не сприймався так однозначно, як в інших країнах в наступні часи. Фінська свастика — «хакарісті» — відрізняється від свастики німецької кутом (німецька свастика розгорнута під кутом 45 градусів) і синім кольором. Даний знак є історичним символом щастя у фінських народів. Ланцюжки від даних хрестів перестали використовуватися після 1945 р, але самі свастики досі зустрічаються в офіційній символіці Фінляндії. Наприклад, «хакарісті» з 1918 року є символом ВПС Фінляндії. Передбачається, що автором проєкту даного хреста був особистий секретар архиєпископа Германа, майбутній протодиякон Лев Касанко; йому ж приписується ідея створення офіційного ордена Православної церкви Фінляндії — ордена Святого Агнця, затвердженого Урядом 20 червня 1935 р.
Війна 1939—1940 років між Фінляндією та СРСР, а також подальша анексія СРСР частини Карелії призвела до втрати 90% церковної власності. Більша частина православних карелів була евакуйована до Фінляндії. Під час війни довелося евакуюватись з Карелії й православним монастирям, оскільки вони опинилися на території, що була зайнята радянськими військами. Відомий Валаамський монастир розташувався у центральній частині Фінляндії біля Хєйнявєсі під назвою Новий Валаам.
До Другої світової війни більшість православних християн у Фінляндії проживало в Карелії. У результаті війни мешканці районів, переданих Радянському Союзу, були евакуйовані в інші частини країни. Монастир Валамо був евакуйований у 1940 році. Пізніше ченці з Коневського і Пецамського монастирів приєдналися до Ново-Валамонського монастиря. Також був евакуйований жіночий монастир Лінтула (нині Огонкі) поблизу Ківеннапи (Карельський перешийк), який був відновлений у Хайнавесі у 1946 році.
У 1945 році на території Фінляндії було утворено Фінське благочиння Московського патріархату, до якого увійшли: евакуйована з архипелагу вглиб Фінляндії братія Валаамського монастиря, Покровська і Нікольська громади в Гельсінкі. Покровський і Микільський парафії (часто іменуються просто «старостильних») в даний час виявляють значне зростання за рахунок емігрантів з пострадянських держав, а також просвітницької діяльності. Загальна чисельність зареєстрованих парафіян старостильних парафій наближається до 3 тисяч (в Микільської — близько 2 тис .; у Покровській — бл. 700 осіб).

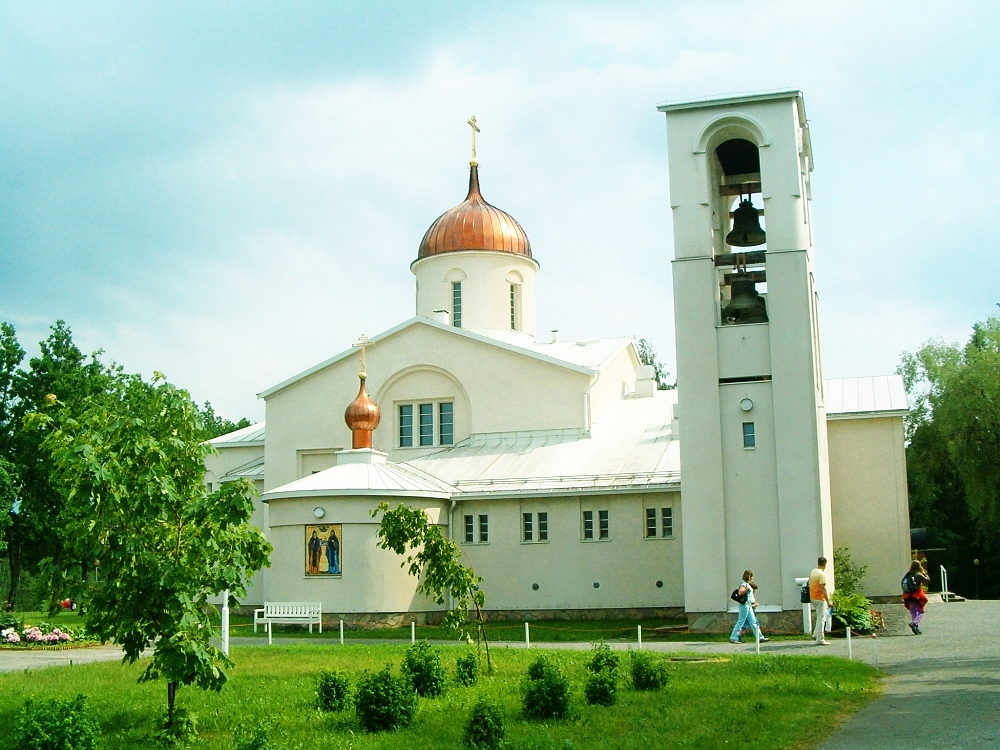
Ново-Валамонський монастир Преображення Христового сьогодні.

Була створена нова парафіяльна мережа, а в 1950-х роках було побудовано багато нових церков.
У 1957 році Московський Патріархат визнав автономію Православної церкви Фінляндії під юрисдикцією Вселенського патріархата Константинополя. У 1980 році Асамблея Православної церкви Фінляндії проголосувала за те, щоб просити Вселенського патріарха про надання Церкві автокефалії, проте ніякої реакції на прохання не було.
Під час виборів нового предстоятеля Православної церкви Фінляндії — архиєпископа Карельського та всієї Фінляндії, його обрання затверджувалось Вселенським Патріархом у Константинополі. Представники Православної церкви Фінляндії беруть участь у загальноправославних нарадах на рівні з делегаціями автокефальних Церков.
Після Другої світової війни членство православної церкви у Фінляндії повільно скорочувалося, оскільки евакуйовані карельці були поселені далеко від своїх корінь серед лютеранської більшості Фінляндії. Змішані шлюби стали поширеними, і діти часто охрещувалися у релігію більшості. Але зовсім несподівано почався "романтичний" рух у Фінляндії, починаючи з 1970-х років, прославляючи східне православ'я, його "містичні" та візуально красиві служби та ікони (релігійні картини) та глибший погляд на християнство, ніж у лютеранської церкви. З цих причин, подібно до католицизму в Англії, навернення до православної церкви стало майже примхою, а її членство почало зростати.
У 2010-х роках кількість членів церкви почала зменшуватися через відмову від членства та зменшення кількості хрестин.
У квітні 2019 року Православна церква Фінляндії вперше в своїй історії провела процедуру канонізації; першими святими, що жили в Фінляндії, стали преподобний Іван Валаамський (Іван Олексійович Алексєєв, 1873-1958) і святий мученик і сповідник Івана з Іломантсі (Іван Васильович Кархапяа, 1884-1918).
5 жовтня 2020 року всі єпископи Архиєпископії Фінляндії відвідали Вселенського патріарха Вартоломія І де обговорили проблеми церкви.

### Московський патріархат у Фінляндії
Близько 3000 православних християн у Фінляндії належать до Московського патріархату. Вони об’єднані у дві парафії. Також існували плани щодо створення окремої російської єпархії у Фінляндії. Парафії утримують п’ять церков та каплиць.
Православна парафія Святого Миколая у Гельсінкі є найбільшою. Парафія була заснована в 1927 році, і значна частина її членів — громадяни Фінляндії. Останнім часом парафія швидко зростає через нову хвилю репатріантів та емігрантів з Російської Федерації.
На відміну від Православної церкви Фінляндії Вселенського патріархату Константинополя, яка використовується григоріанський календар, Московський патріархат у Фінляндії дотримується юліанського календаря.

## Організація та структура

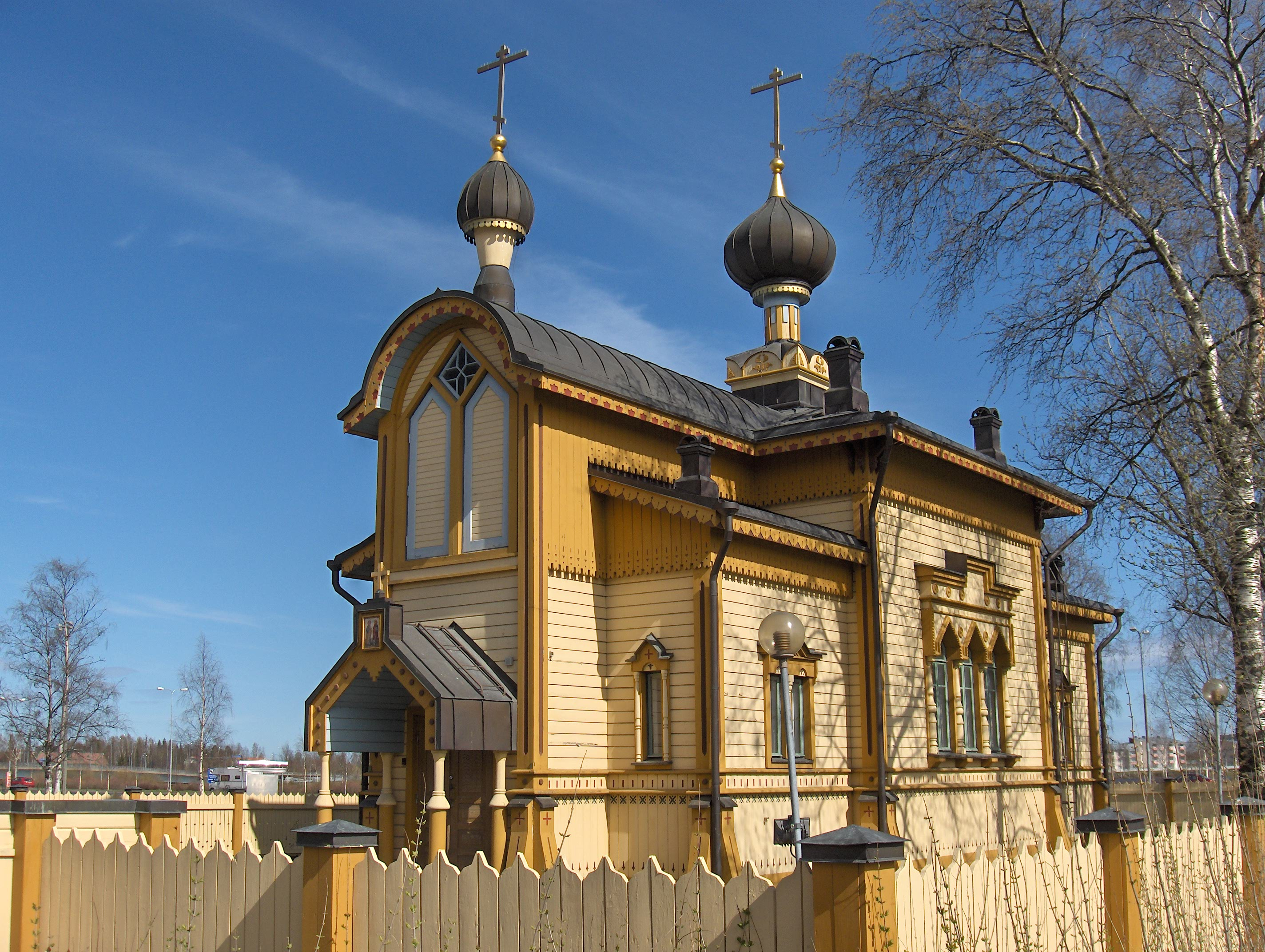
Дерев’яна церква свв. Петра і Павла в Торніо, побудована в 1884 році.

Поряд з євангелічно-лютеранською церквою Фінляндії, особливу позицію у законодавстві Фінляндії займає Православна церква Фінляндії. Церква вважається фінським утворенням публічного характеру. Зовнішня форма церкви регулюється Актом парламенту, тоді як духовні та доктринальні питання церкви регулюються центральним синодом церкви. Церква має право оподатковувати своїх членів та корпорації, що належать її членам.
Православна церква Фінляндії поділена на три єпархії (hiippakunta), кожна з яких має поділ парафій (seurakunta). Існує 21 парафія, у якій 140 священиків та загалом понад 58 000 членів. Кількість членів церкви неухильно зростає протягом кількох років. У межах церкви також працюють жіночий монастир та монастир. 
Головою Карельської єпархії є архиєпископ, резиденція якого знаходиться в Куопіо, в інших двох єпархіях єпископи є митрополитами. Церква Фінляндії має близько 140 церков та каплиць, 133 священники (24 з яких — на покою), 1 чоловічий та 1 жіночий монастирі.
Служба у більшості парафій провадиться фінською мовою. У Гельсінкі також використовується церковнослов'янська мова; у деяких місцях для богослужінь використовується також шведська, румунська та грецька. У Лапландії використовується також колтта-саамська.
Восени 1988 року в університеті міста Йоенсуу відкрито православний богословський факультет, де майбутні священнослужителі отримують богословську освіту.
25 жовтня 2001 року, на Генеральній Асамблеї Фінської Автономної Православної Церкви її новим предстоятелем архиєпископом Карельським та всієї Фінляндії обрано митрополита Гельсінкського Лева (Макконен).
Центральним законодавчим органом церкви є центральний синод, який складається з
- єпископи та єпископи-коад'ютори,
- одинадцять священників
- три кантори
- вісімнадцять мирян і -жінок

Священники та кантори обирають своїх представників на єпархіальній основі, використовуючи метод множинності виборів. Представники мирян обираються опосередковано. Кандидатури для представників вносять парафіяльні ради, які також обирають виборців, які потім обирають представників мирян до центрального синоду. Центральний синод обирає єпископів і відповідає за економіку та загальне церковне вчення.
Двома виконавчими органами центральної адміністрації церкви є синод єпископів, відповідальний за доктринальні та зовнішні справи церкви, та церковна адміністративна рада (kirkollishallitus), відповідальна за повсякденне управління церквою.
Парафіями керує настоятель та парафіяльна рада, яка обирається на таємних виборах. Усі повнолітні члени парафії мають право голосувати та бути обраними до парафіяльної ради. Члени парафії мають право утримуватися від обрання на довірену посаду парафії лише у тому випадку, якщо їм виповнилося 60 років або вони прослужили на посаді довіри не менше восьми років. Парафіяльна рада обирає парафіяльну раду, яка відповідає за повсякденні справи парафії.
У фінансовому плані церква не залежить від державного бюджету. Парафіяди фінансуються за рахунок податків, які сплачують їхні члени. Центральна адміністрація фінансується за рахунок внесків парафій. Центральний синод щорічно вирішує розмір внесків, які мають робити парафії.

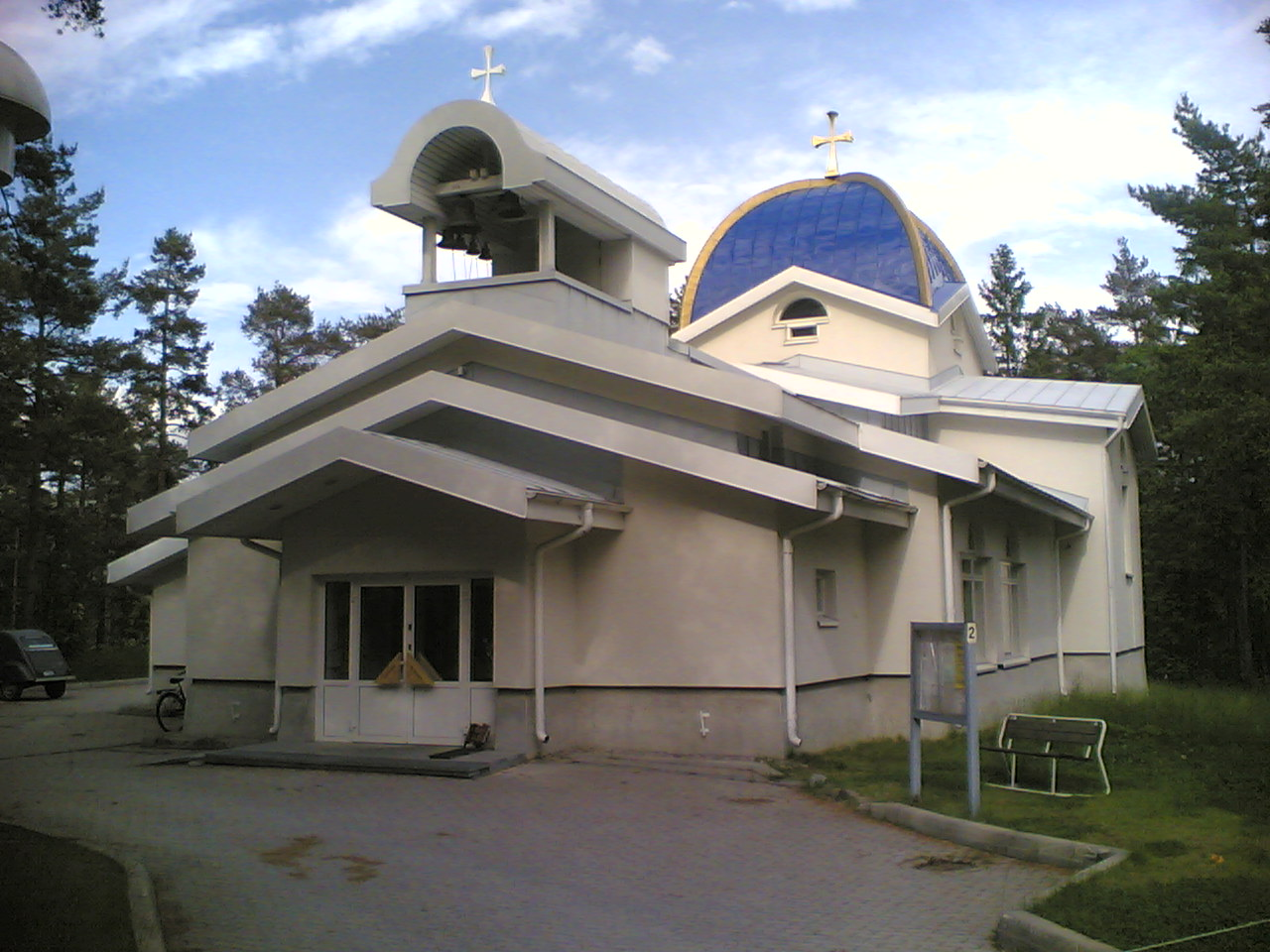
Сучасна церква Святого Германа з Аляски в Тапіолі, Еспоо (1998)

Особливий статус православної церкви найбільш помітний в адміністративних процесах. Церква повинна дотримуватись загального адміністративного права, і рішення її органів можуть бути оскаржені в обласних адміністративних судах. Однак суд обмежується переглядом офіційної законності рішення. Вона не може скасувати церковне рішення на підставі його необґрунтованості. Рішення Синоду єпископів та центрального Синоду не підлягають нагляду адміністративних судів. На відміну від цього, районні суди здійснюють подібний правовий нагляд за приватними релігійними громадами.
Фінське законодавство охороняє абсолютну привілей священника та покаянця. Єпископ, священник або диякон церкви не можуть розголошувати інформацію, яку він чув під час сповіді чи духовної опіки. Особу грішника не можна розкривати з будь-якою метою. Однак, якщо священник почує про злочин, який збирається скоїти людина, він несе відповідальність, тому він має повідомити владу таким чином, щоб таємниця сповіді не була порушена.
Православна церква Фінляндії має у розпорядженні етерний час на телебаченні та радіомовленні Фінляндії. Основні періодичні видання — часописи «Aamun Koitto» та «Ortodoksiviesti».

### Предстоятелі
Під Московським патріархатом:
- Антоній (1892–1898)
- Миколай (1899–1905)
- Сергій (1905–1917)
- Серафим (1918–1923), Єпископ Фінляндії з 1918 року та архиєпископ з 1921 року

Під Вселенським патріархатом Константинополя:
- Герман (1923–1960)
- Паавалі ("Павло") (1960–1987)
- Йоганнес ("Іван") (1987–2001)
- Лео (2001–до тепер)

### Єпархії

Єпархії та парафії Православної церкви Фінляндії

#### Гельсінкська єпархія

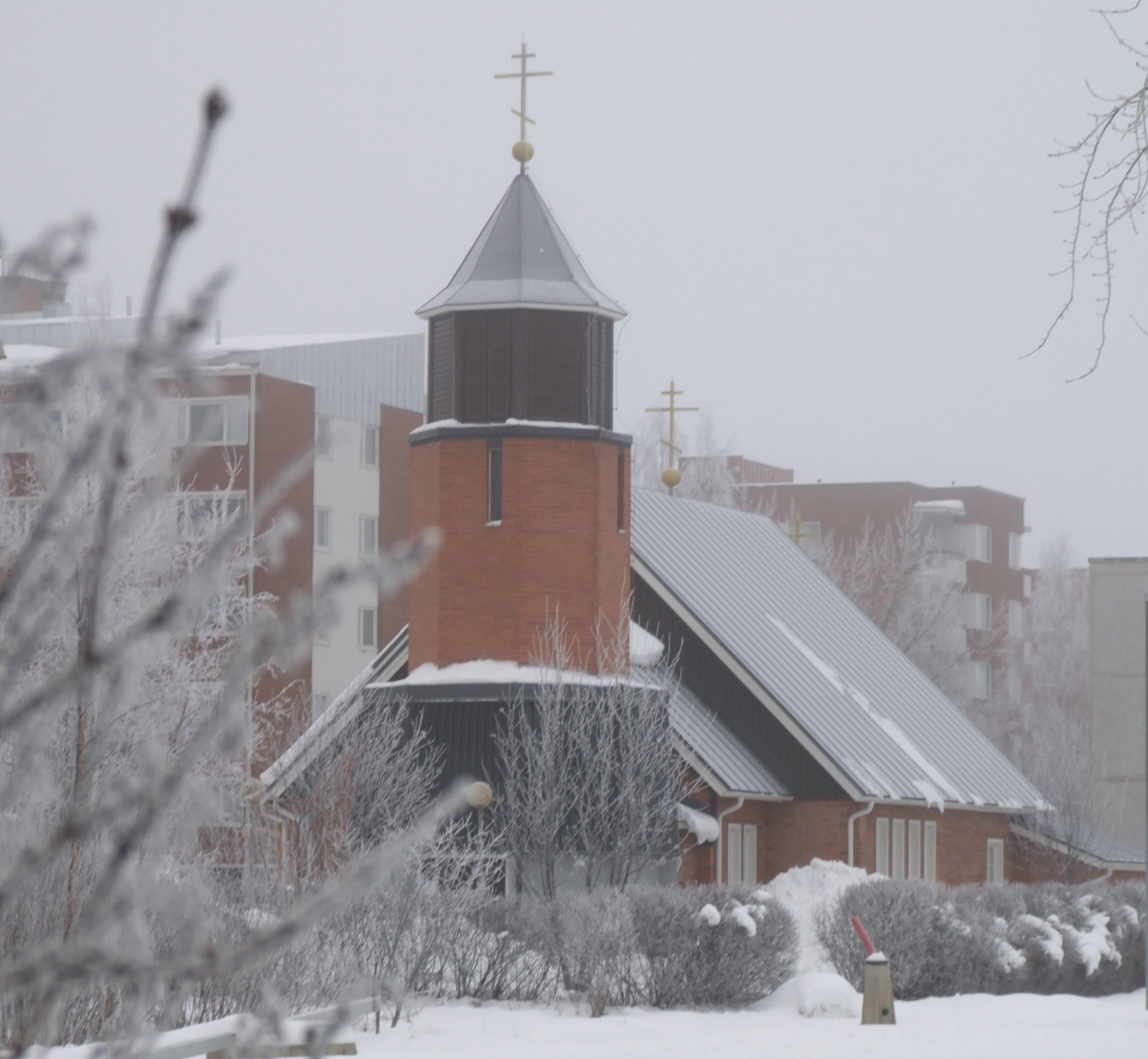
Собор Святої Трійці в Оулу, завершений у 1957 році

Найбільше членів має Гельсінська єпархія — понад 28 000 осіб. Гельсінська єпархія є місцем перебування архиєпископа. Єпархія поділена на три парафії, у яких 50 священиків. Головна церква єпархії — Успенський собор у Гельсінкі. Характерним для єпархії є велика кількість членів, які нещодавно іммігрували до Фінляндії, особливо у Гельсінській парафії, де кілька церков також служать на службі іноземними мовами, включаючи російську, англійську, грецьку та румунську.
Нинішній єпископ — архиєпископ Лев (Макконен). Його призначили у 2018 році.

#### Куопіо-Карельська єпархія
Резиденція єпископа Куопіо і Карелії знаходиться в Куопіо. Нинішній єпископ — митрополит Арсені (Хейкінен).
Карельська єпархія налічує 19 000 вірних у 5 парафіях. Кількість священиків у єпархії становить близько 45, а церков і каплиць — понад 80. Єпархія також включає єдині православні монастирі у Фінляндії.
Музей православної церкви Фінляндії також працює в Куопіо.

#### Оулська єпархія
Невелика єпархія Оулу має 2 парафії. Главою єпархії з 2015 року є митрополит Елія (Валльґрен).
Єпархія була заснована в 1980 році і налічує 6000 членів. Собор єпархії — собор Святої Трійці в Оулу. Традиційно сколти, нині менша меншість із 300 носіїв мови, були найпершими православними християнами у фінській Лапландії. Сьогодні вони живуть переважно в парафії Інарі.
Єпархія Оулу була заснована в рамках плану архиєпископа Павла (Олмарі) зробити Фінську православну церкву автокефальною. Однак від плану автокефалії відмовились.

### Організації
У складі Православної Церкви у Фінляндії або від її імені діють такі організації:
- Братство святих Сергія та Германа (Pyhien Sergein ja Hermanin Veljeskunta)
- Православна молодіжна асоціація (Ortodoksisten nuorten liitto)
- Православне студентське товариство (Ortodoksinen opiskelijaliitto)
- Фінська асоціація православних учителів (Suomen ortodoksisten opettajien liitto ry)[36]
- Товариство православних священників (Ortodoksisten pappien liitto)
- Асоціація православних канторів (Ortodoksisten kanttorien liitto)
- Фінське товариство іконописців (Suomen ikonimaalarit ry)[37]
- Filantropia ry– Товариство допомоги Православної Церкви та іноземних місій

#### Православні місії
Фінська православна церква створила власну місіонерську організацію в 1977 році, відому як Ortodoksinen Lähetys ry (Православні місії). В основному вона була активна на сході Африки. Пізніше вона злилась з OrtAid і утворила Filantropia.

## Архітектура
Багато православних церков у Фінляндії невеликі. Кілька вражаючих святинь були побудовані в XIX столітті, коли Фінляндія була автономним Великим князівством у Російській імперії, а православний християнський імператор був Великим князем Фінляндії. Відомі церкви Гельсінкі з тієї епохи: Успенський собор (1864) та костел Святої Трійці (1826). Найстаріший православний храм у Фінляндії — це церква Покрови Пресвятої Богородиці в Лаппеенранті з 1782 по 1785 рік.

Православна церква Святих Петра і Павла в Хаміні була завершена в 1837 році. Побудована в архітектурному стилі неокласицизму з деякими елементами візантійського стилю, зовнішня сторона була виконана у формі храму з круглими куполами, а внутрішній — хрестоподібний. Дзвіниця побудована в 1862 році в неовізантійському стилі. Православна церква Тампере була побудована в московському романтичному стилі з куполами в цибулевому стилі і була готова в 1896 році. Архітектор московської армії Т.У. Ясіков, намалював план поверху. Храм був освячений у 1899 році на честь святого Олександра Невського, новгородця, який у 1240 році з однаковим успіхом воював проти католицьких шведів та через два роки католицьких тевтонських лицарів. Імператор Микола II подарував дзвони цій церкві. Церква сильно постраждала під час громадянської війни у Фінляндії в 1918 році; її реконструкція зайняла багато років. Після проголошення Фінляндією незалежності її знову освятили на честь Святого Миколая.

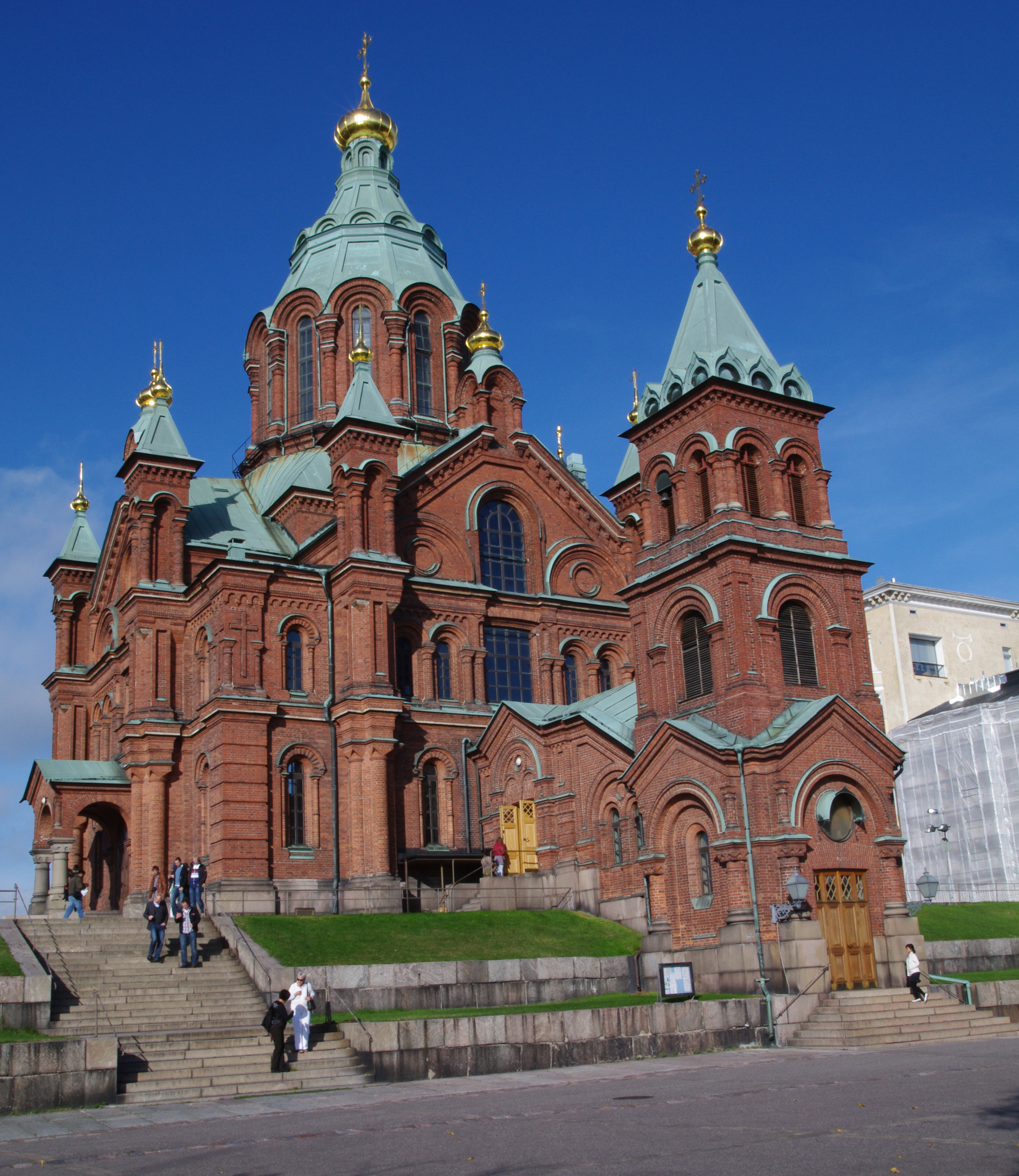
Собор Успіння Пресвятої Богородиці XIX століття (Успенський собор) у Гельсінкі
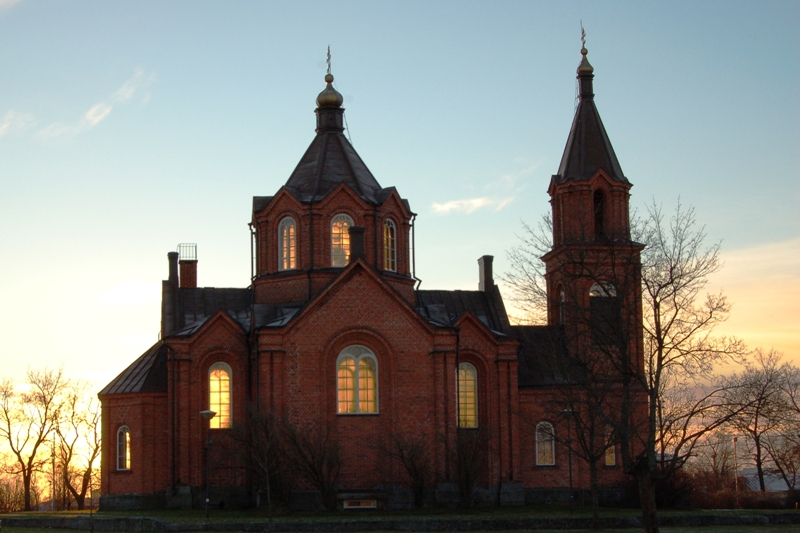
Церква Святого Миколая у Ваасі (1862)
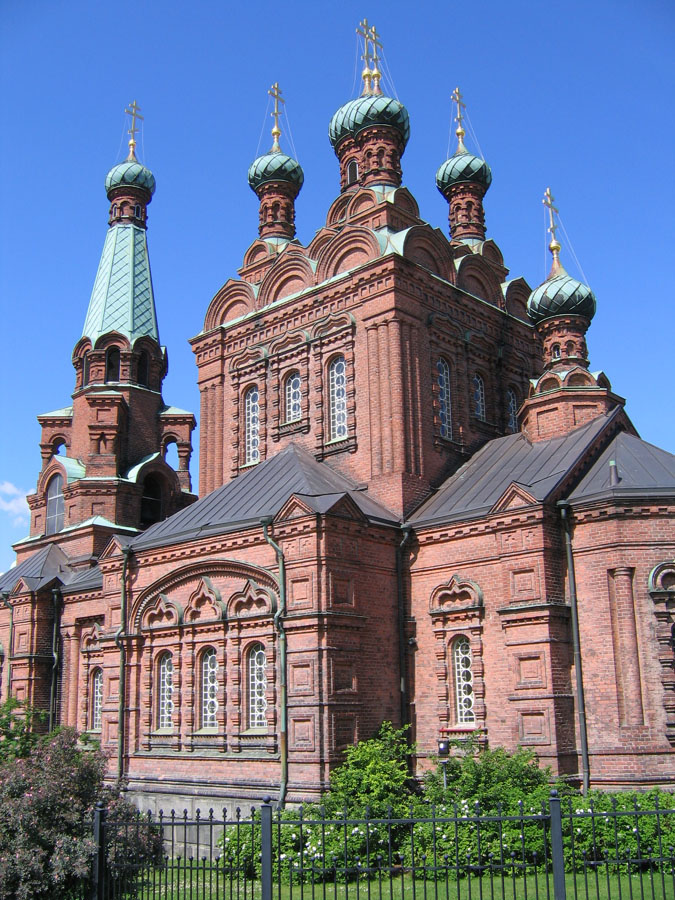
Церква Олександра Невського і Святого Миколая в Тампере, побудована наприкінці XIX століття
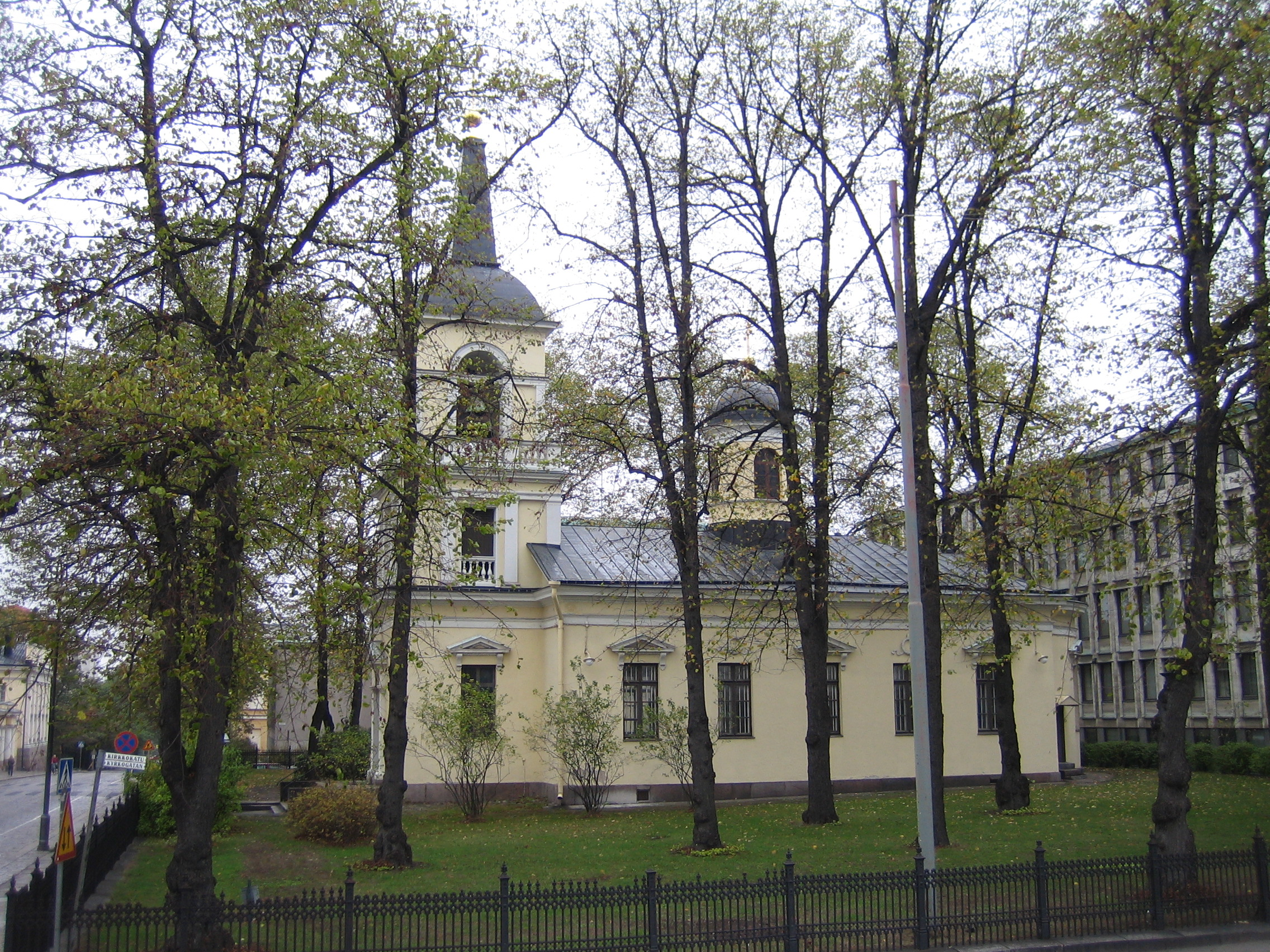
Церква Святої Трійці в Гельсінкі, побудована в 1826 році
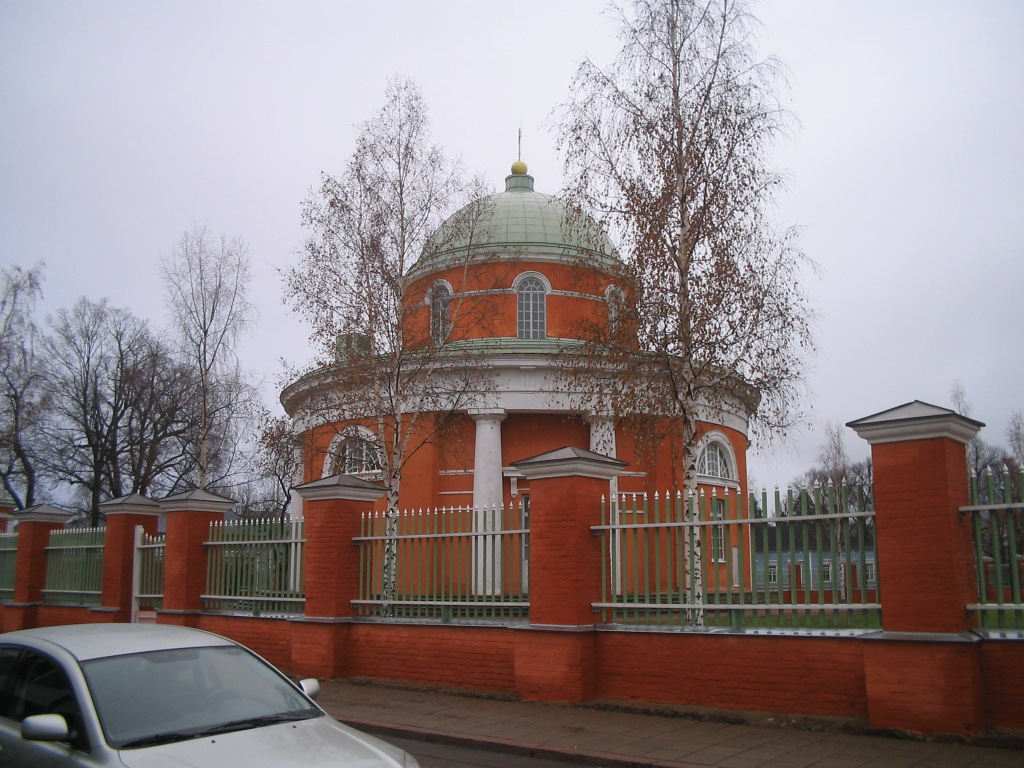
Церква святих апостолів Петра і Павла в Хаміні, побудована в 1837 році
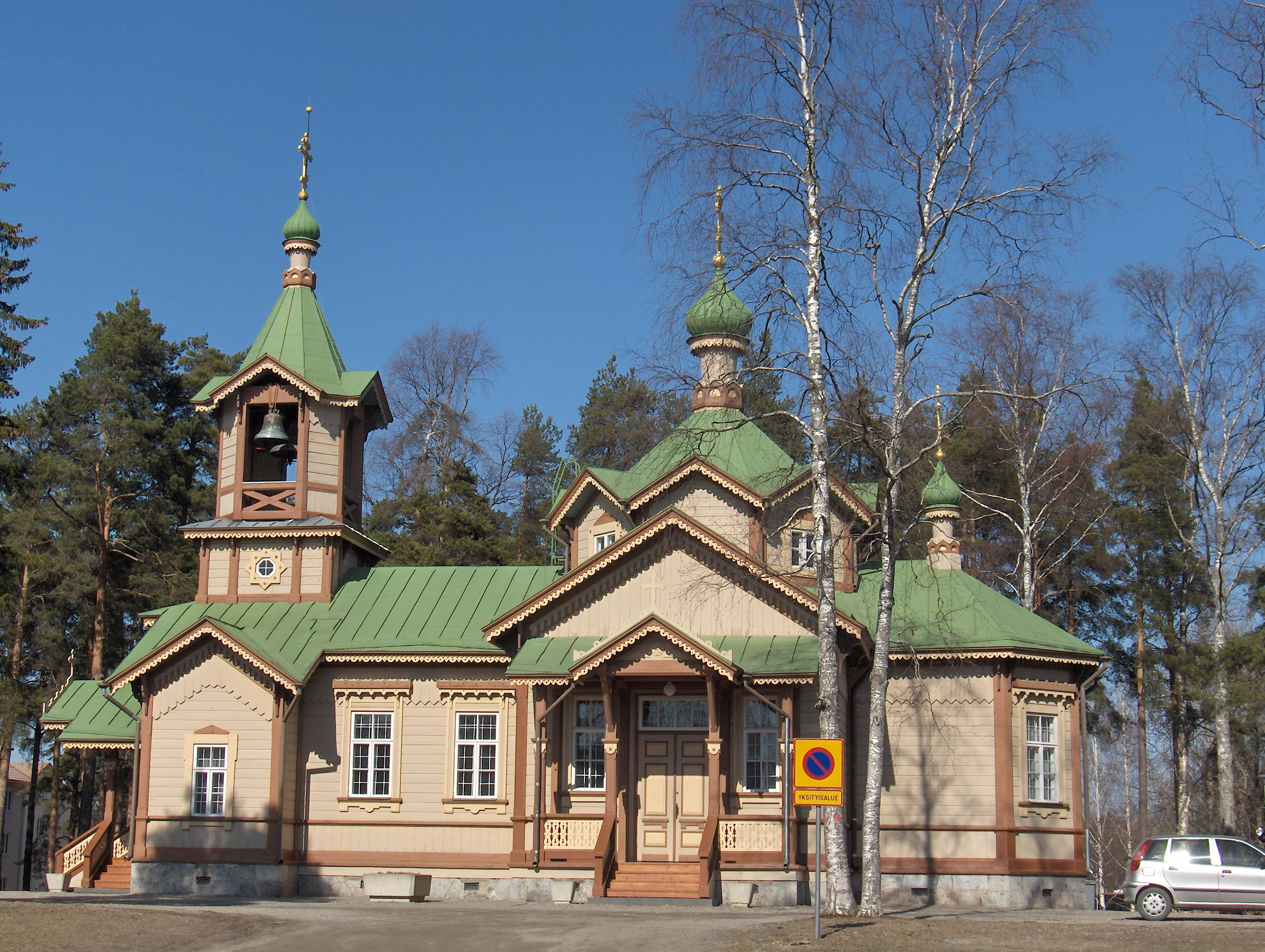
Церква Святого Миколая в Йоенсуу (1887), мабуть, найпомітніша дерев'яна православна церква у Фінляндії
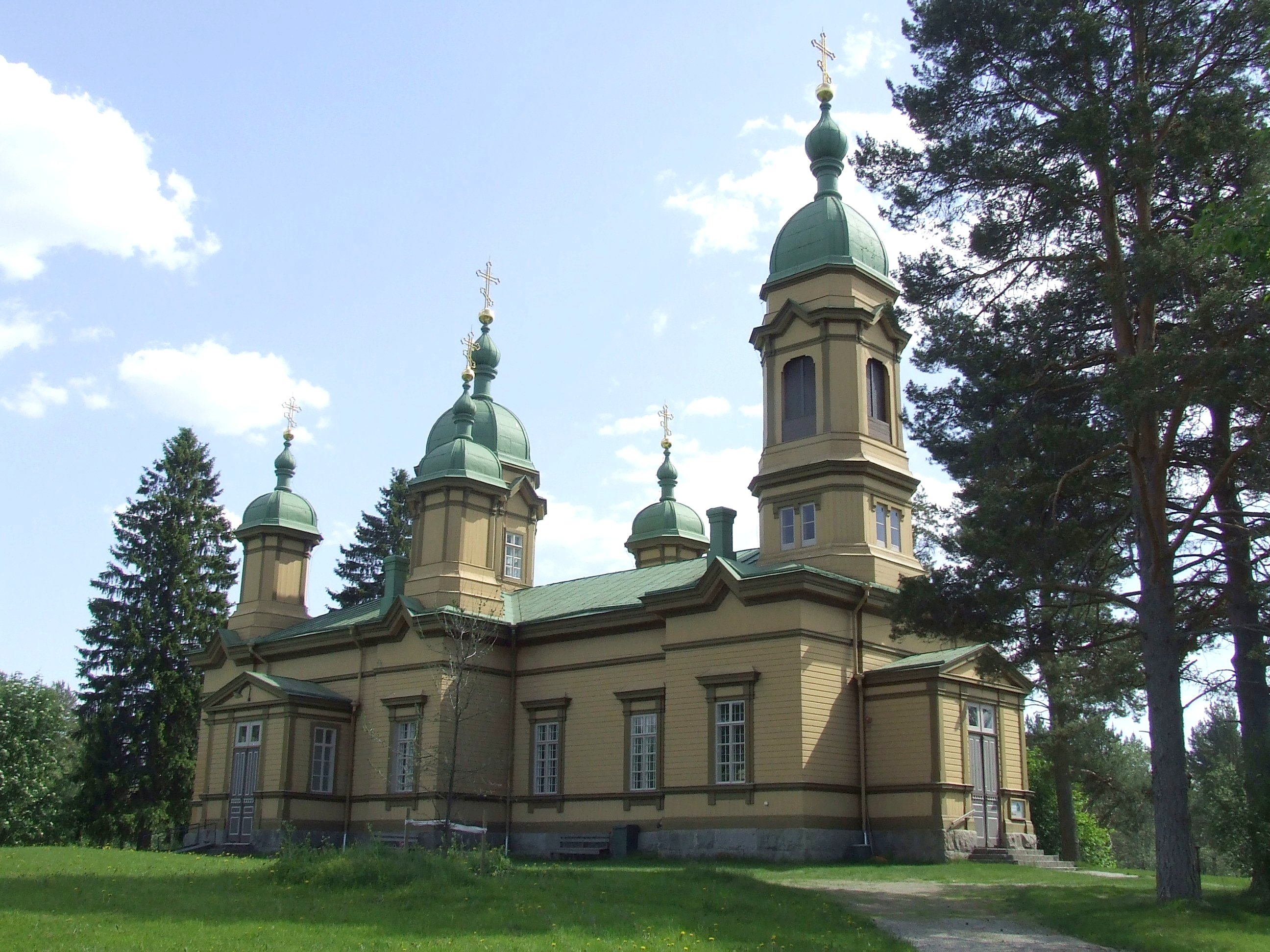
Церква пророка Іллі в Іломанці, побудована в 1892 році
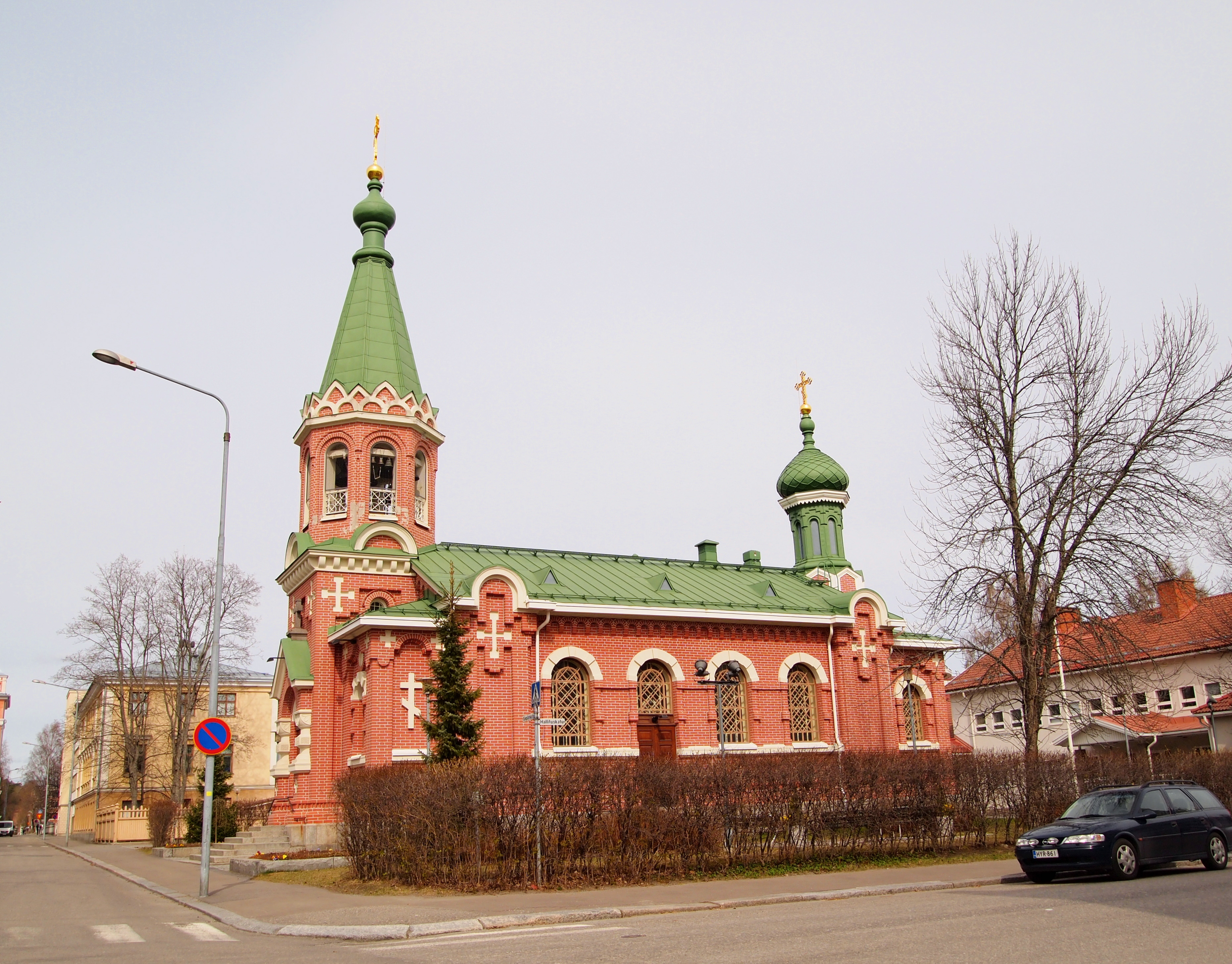
Собор Святого Миколая Чудотворця в Куопіо, побудований у 1904 році
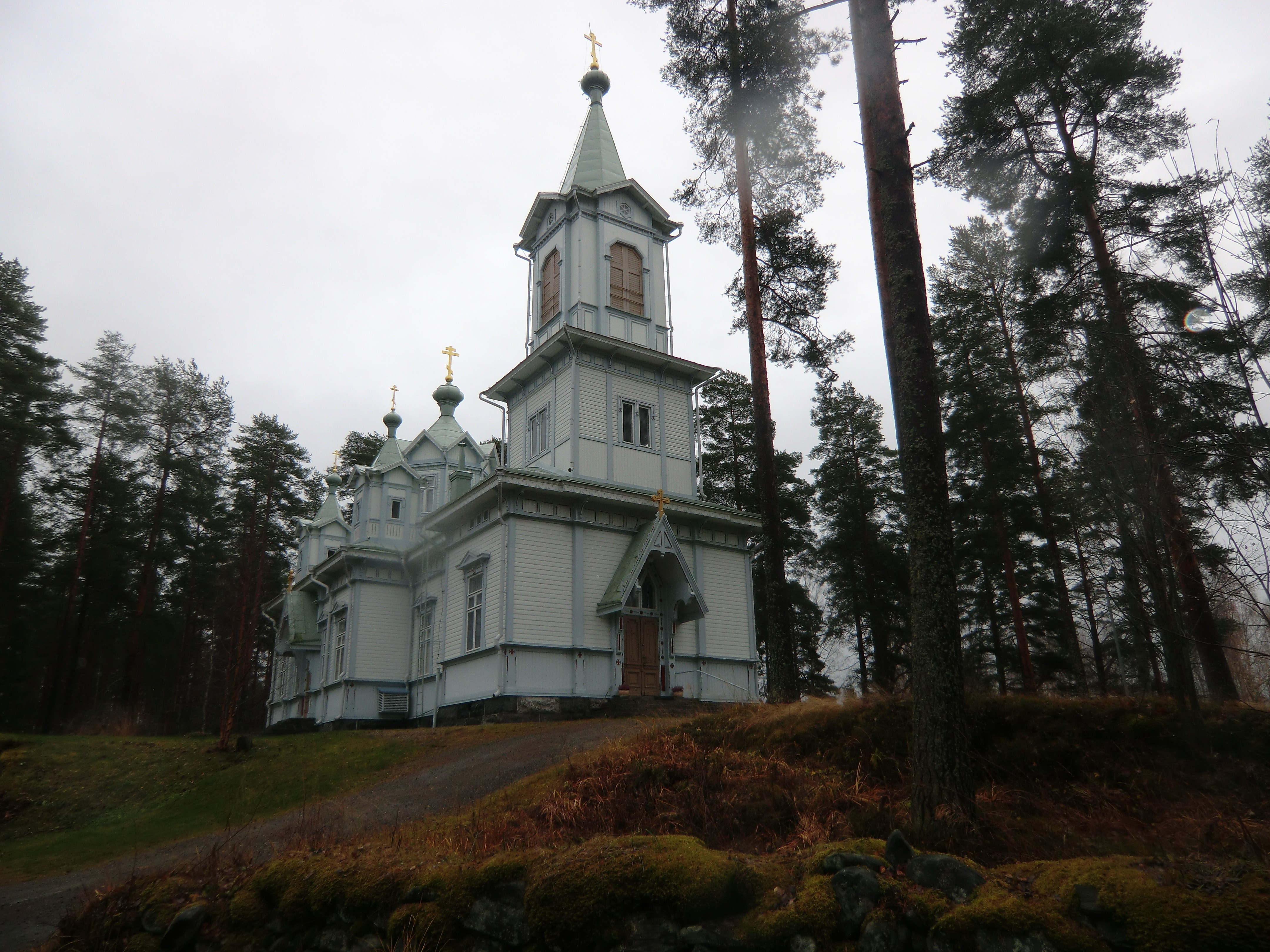
Церква Матері Божої Тіхвінської у Війнярві, Ліпері, побудована в 1906 році
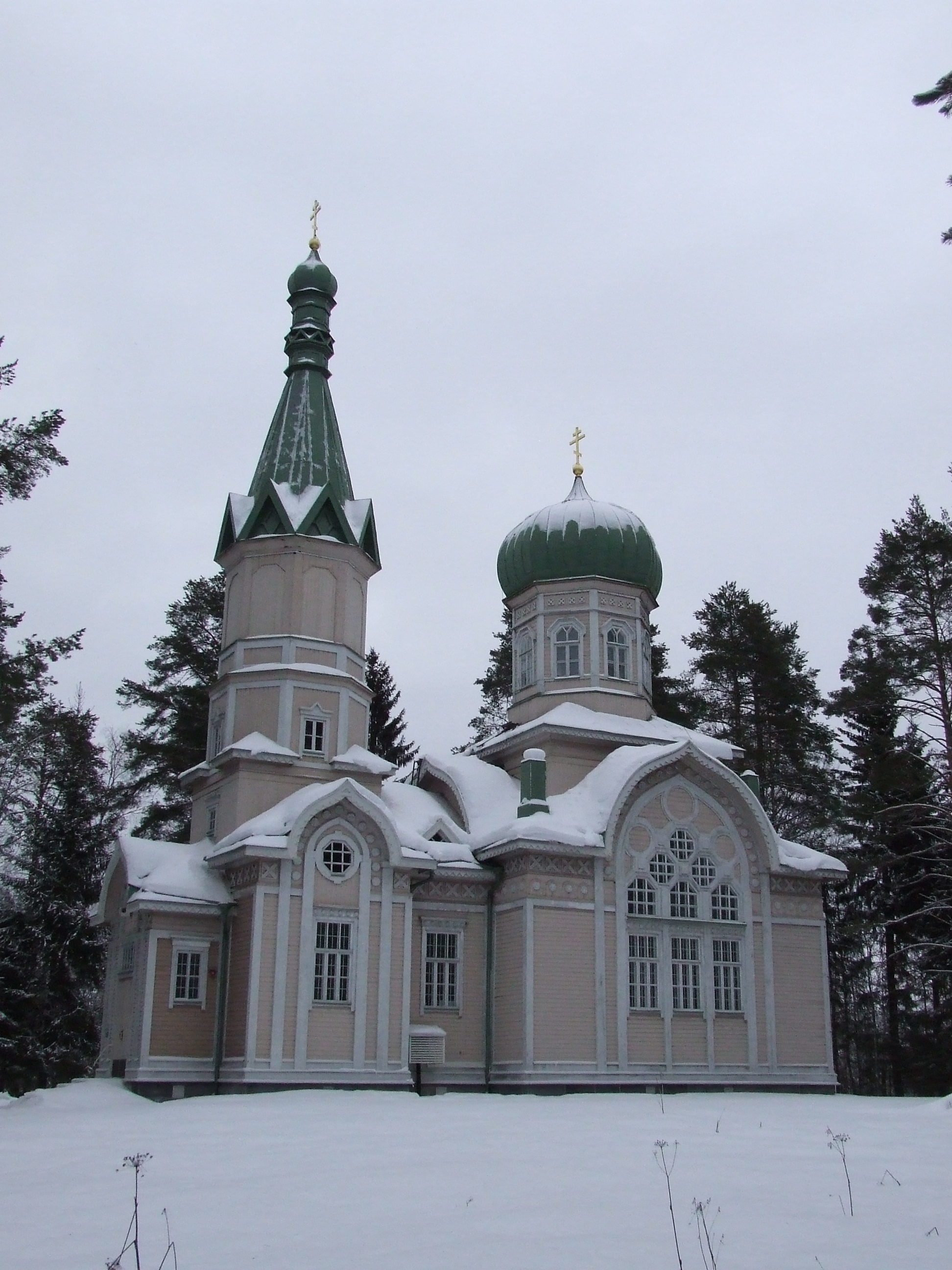
Церква Святого Івана Хрестителя в Полвіярві, побудована в 1914 році

### Після Другої світової війни
Після Другої світової війни Фінляндія повинна була поступитися землею Радянському Союзу відповідно до Паризьких мирних договорів. Майже всі православні церкви та каплиці залишилися на радянській стороні в Карелії та Пецамо. Фінська держава ухвалила спеціальний закон про реконструкцію, в якому фінансувала будівництво 14 церков та 44 каплиць для православної церкви. Церкви та каплиці були сучасними в архітектурі, не мали куполів та інших особливостей, характерних для православної церковної архітектури. Це було доручено фінською державою, яка строго відбирала архітекторів. Більшість церков та каплиць епохи реконструкції розроблені Ілмарі Ахоненом та Тойву Паателою.

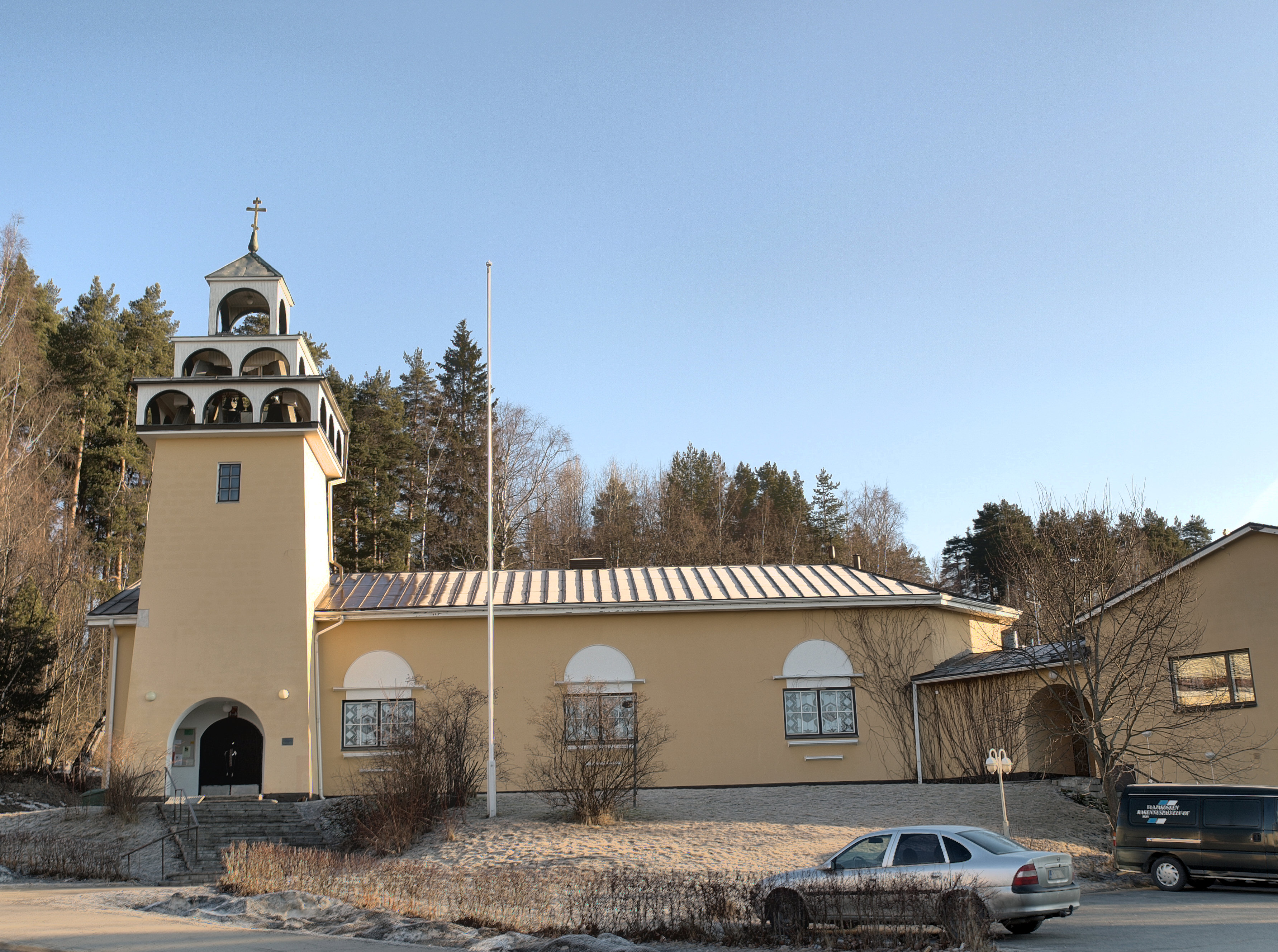
Церква Воскресіння Христового, Ювяскюля, побудована в 1954 році за проєктом Тоїво Паатели
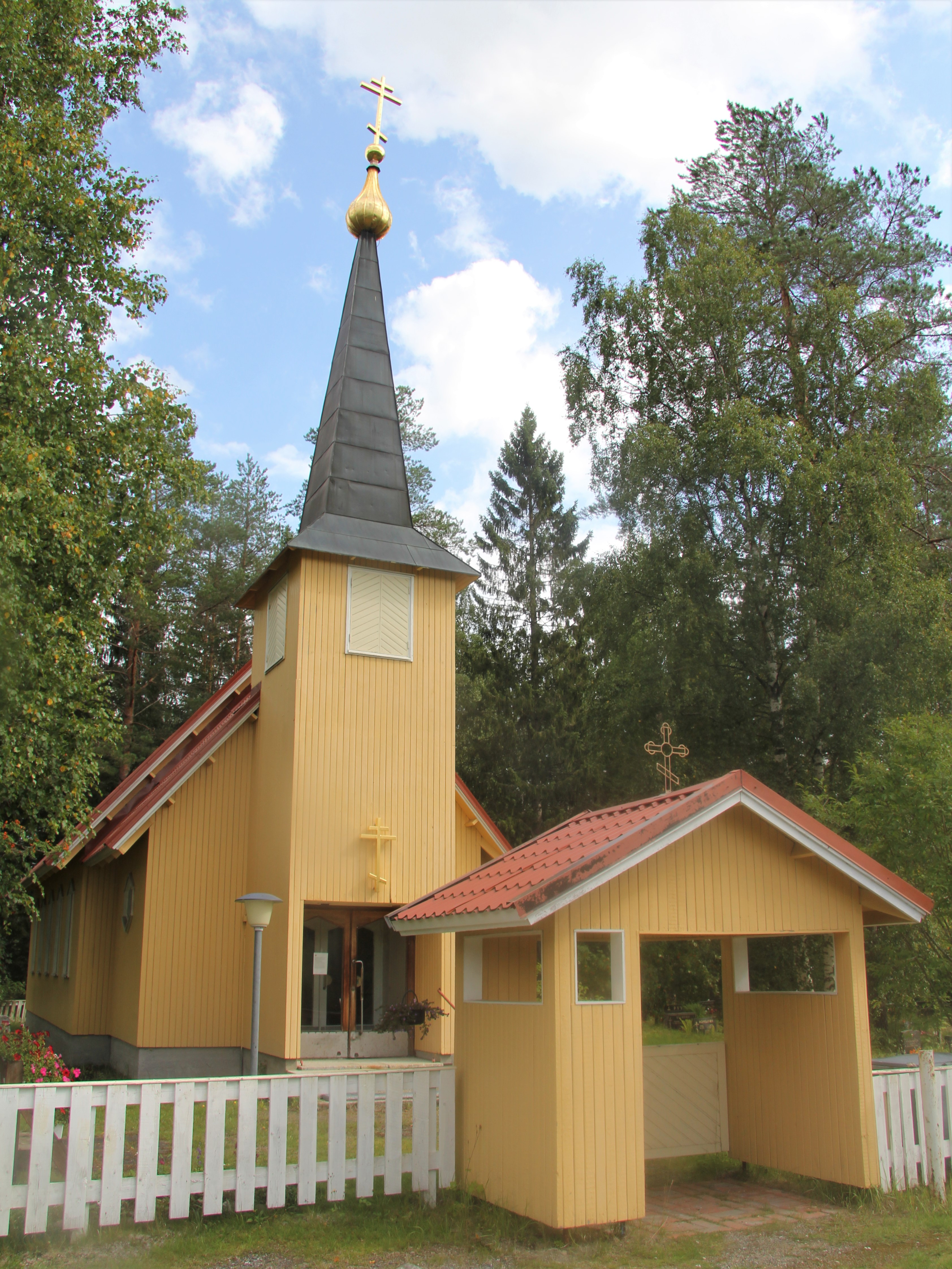
Каплиця св. Петра і Павла, Сукева, Сонкаярві, побудована в 1960 році за проєктом Ілмарі Ахонена
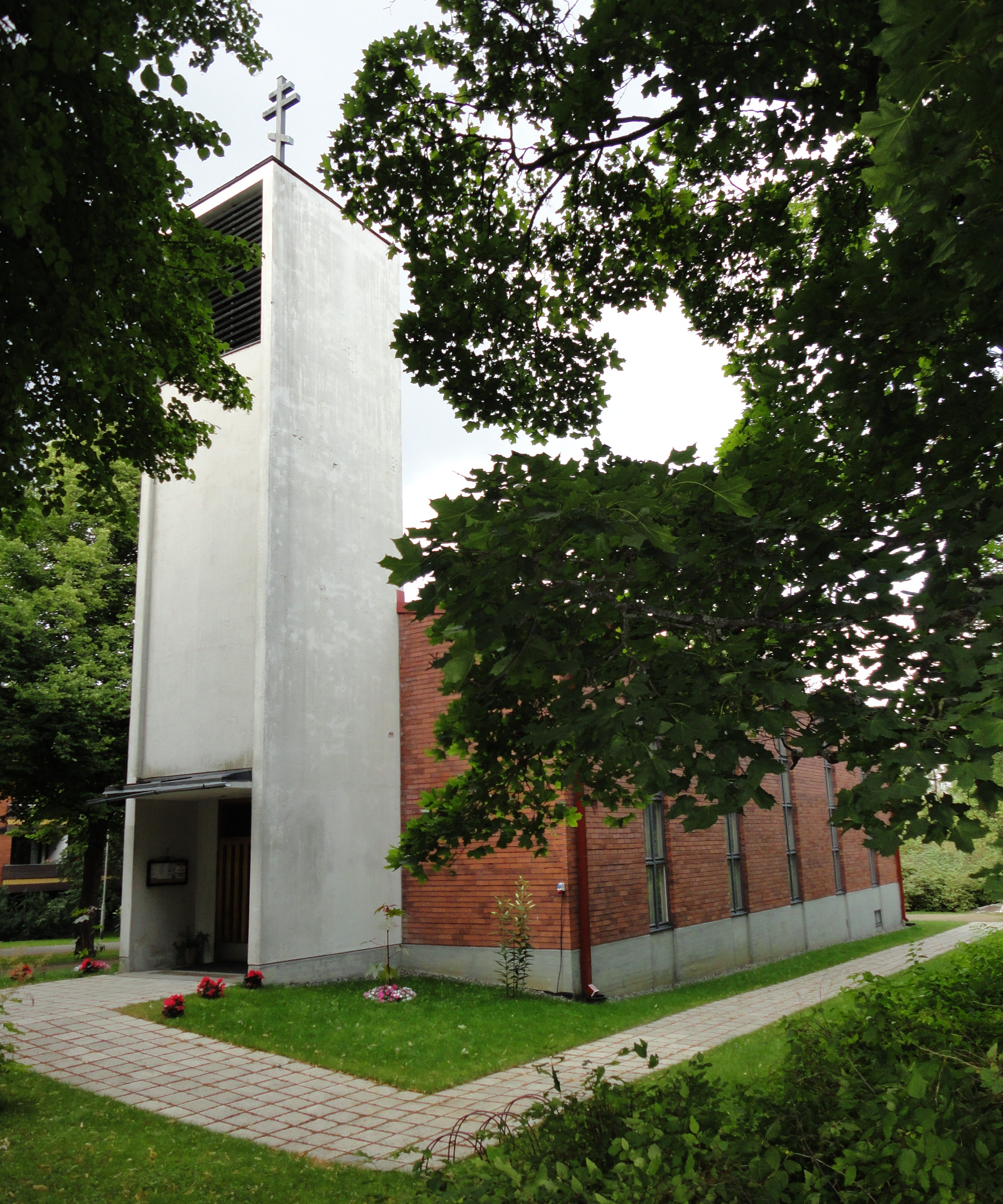
Церква св. Олександра Невського та Івана Золотоуста в Хамеенлінні, побудована в 1962 році за проєктом Міки Ерно
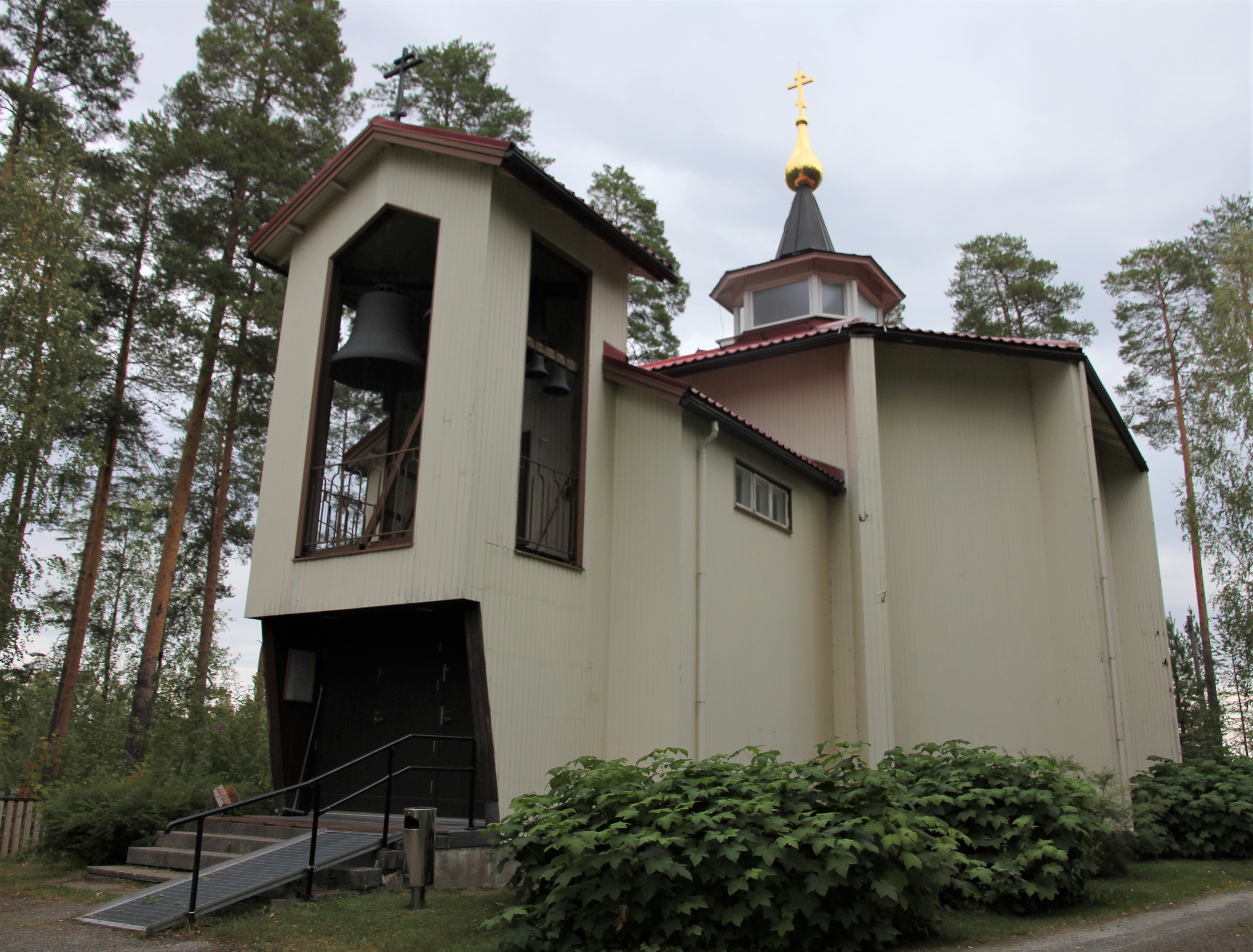
Церква Святого Миколая Чудотворця в Рауталампі, побудована в 1960 році за проєктом Ілмарі Ахонена
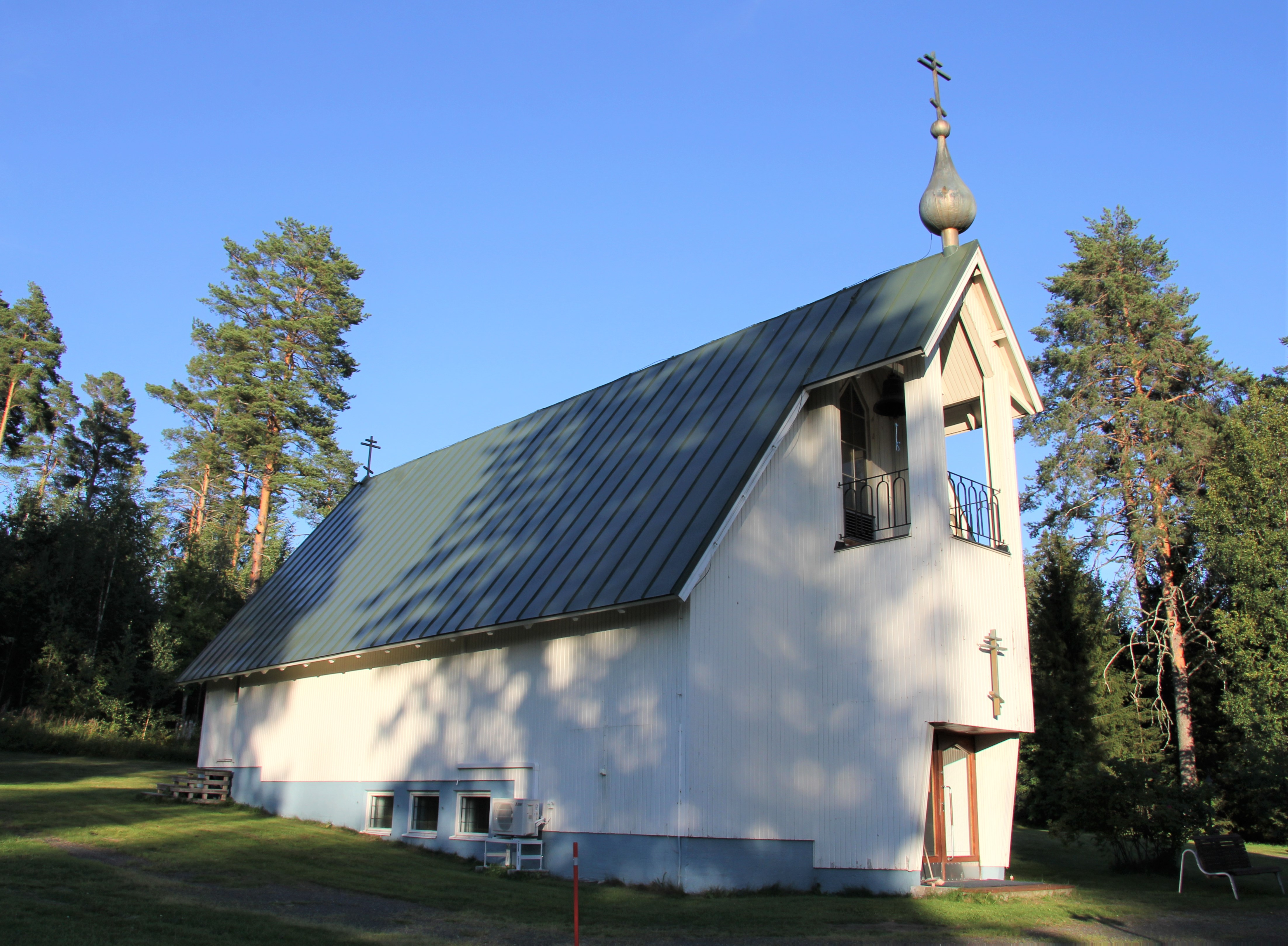
Церква просвітителів Карелії в Маанінці, Куопіо, побудована як каплиця 1960 року за проєктом Ілмарі Ахонена, пізніше освячена як церква
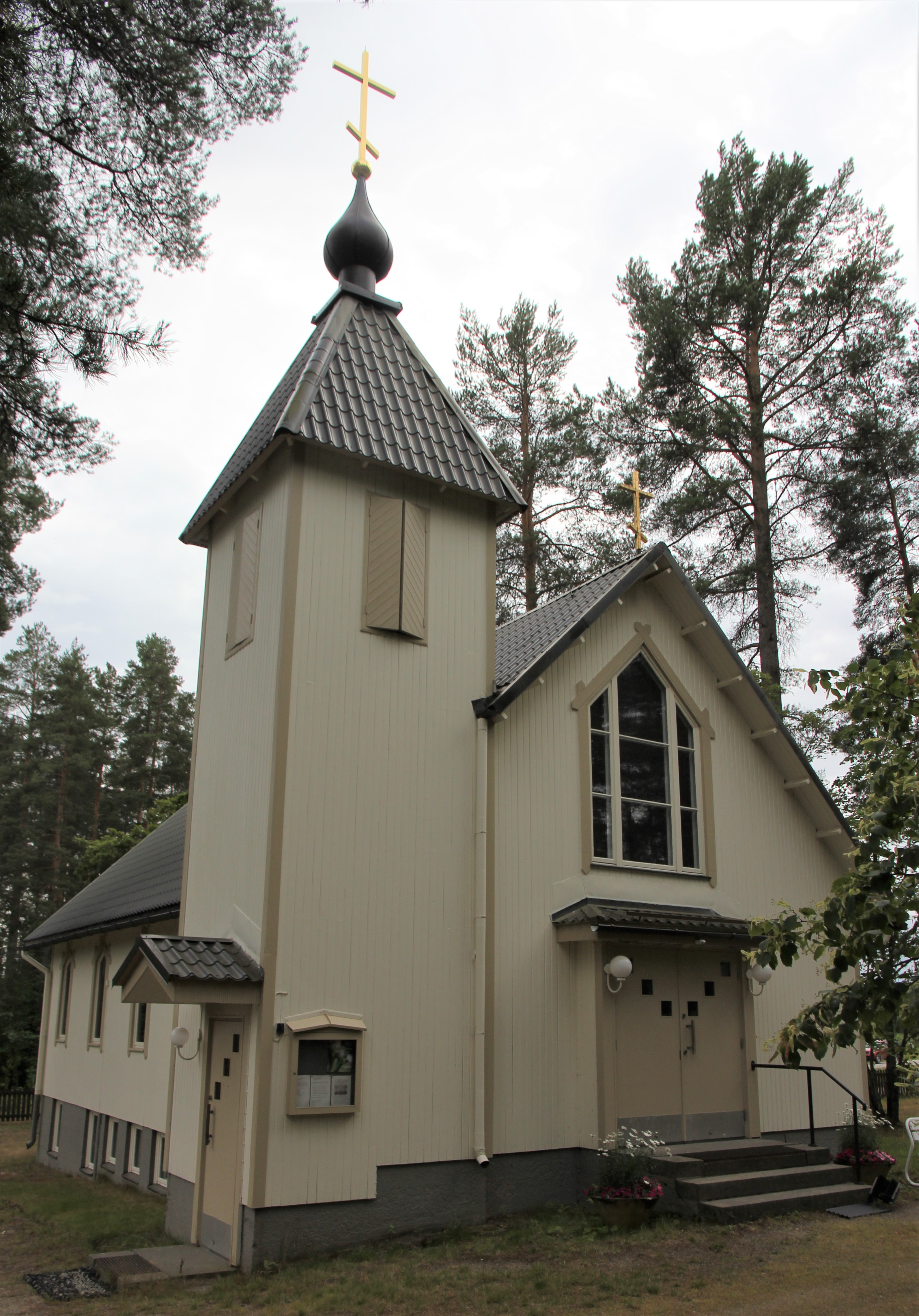
Церква Преображення Христового в Суоненджокі, спроєктована Ілмарі Ахоненом, побудована як каплиця 1958 року та спроєктована Ілмарі Ахоненом, пізніше освячена як церква
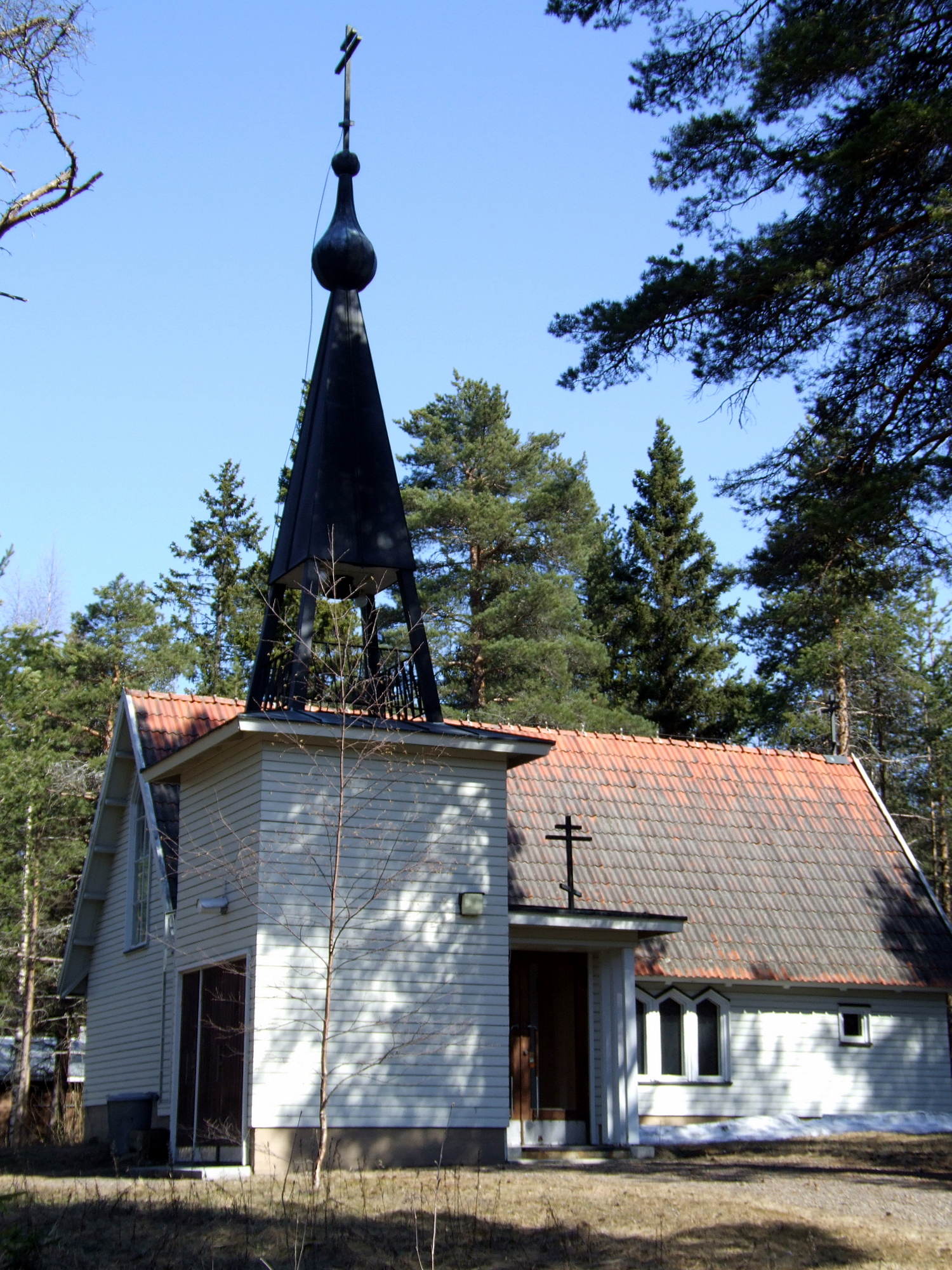
Каплиця святих апостолів Петра і Павла та святого Арсенія Коневського в Хаукіпудасі, Оулу, за проєктом Ілмарі Ахонена, побудована у 1962 році та знесена у 2019 році
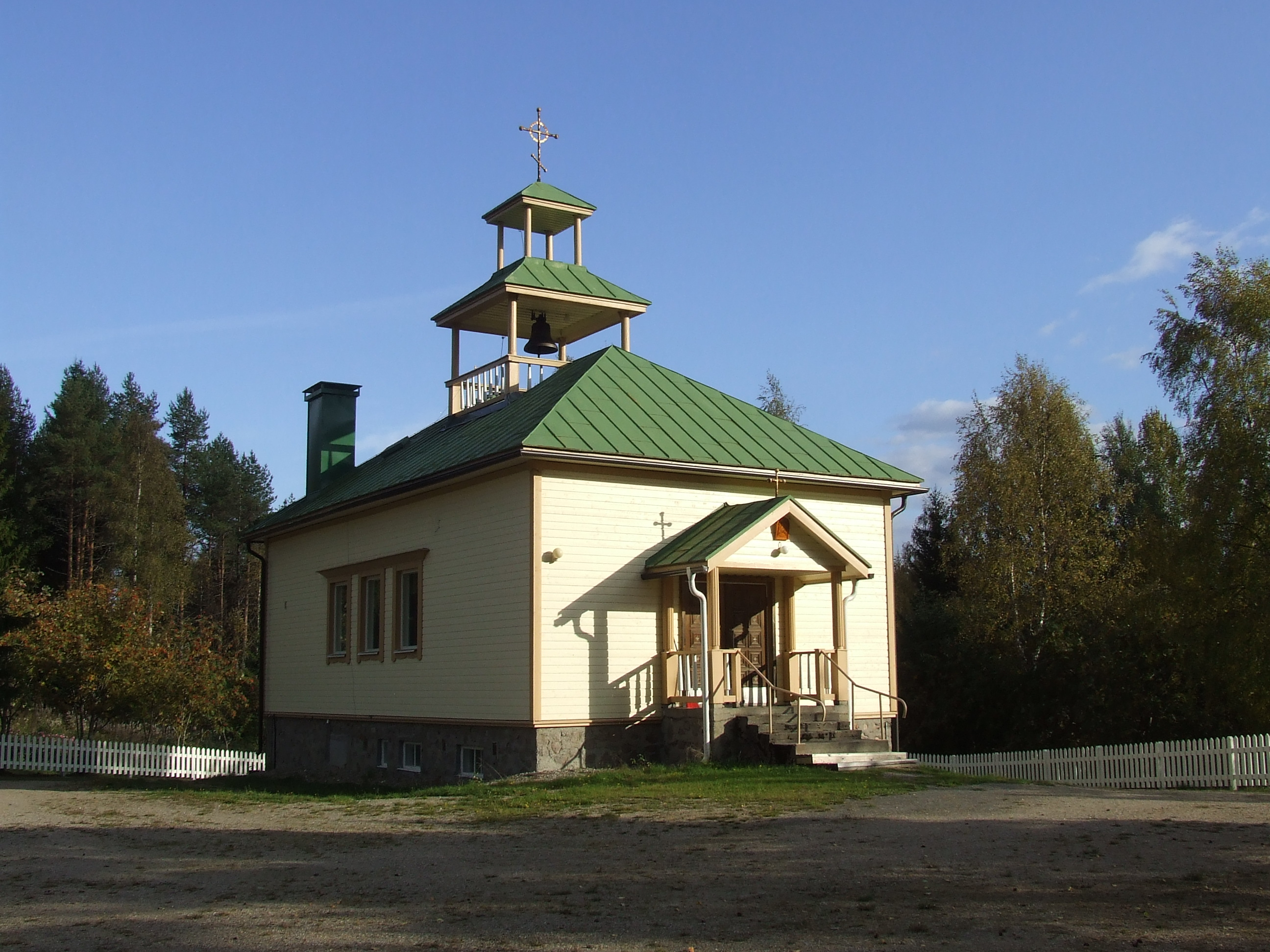
Церква Святого Миколая в Хойлолі, Йоенсуу, побудована як каплиця в 1957 році і освячена як церква в 1993 році
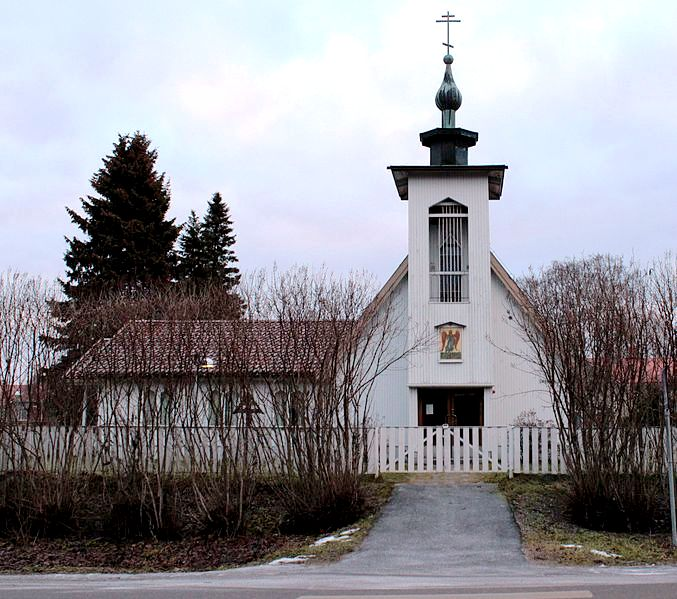
Церква Івана Хрестителя в Кемі, спроєктована Ілмарі Ахоненом, побудована як каплиця 1962 року та спроєктована Ілмарі Ахоненом, пізніше освячена як церква

З 1970-х по 1990-ті роки у Фінляндії будувалися зрубні церкви та каплиці карельського типу, за деякими сучасними винятками.

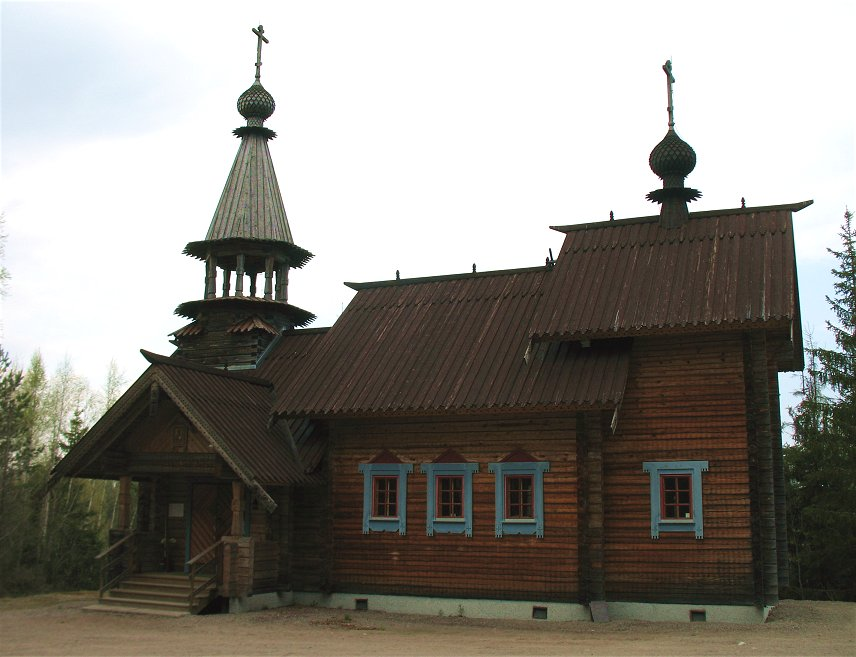
Церква святого Нектарія Егінського, у Клауккалі, побудована в 1997 році за проєктом Рітви Вестермарк
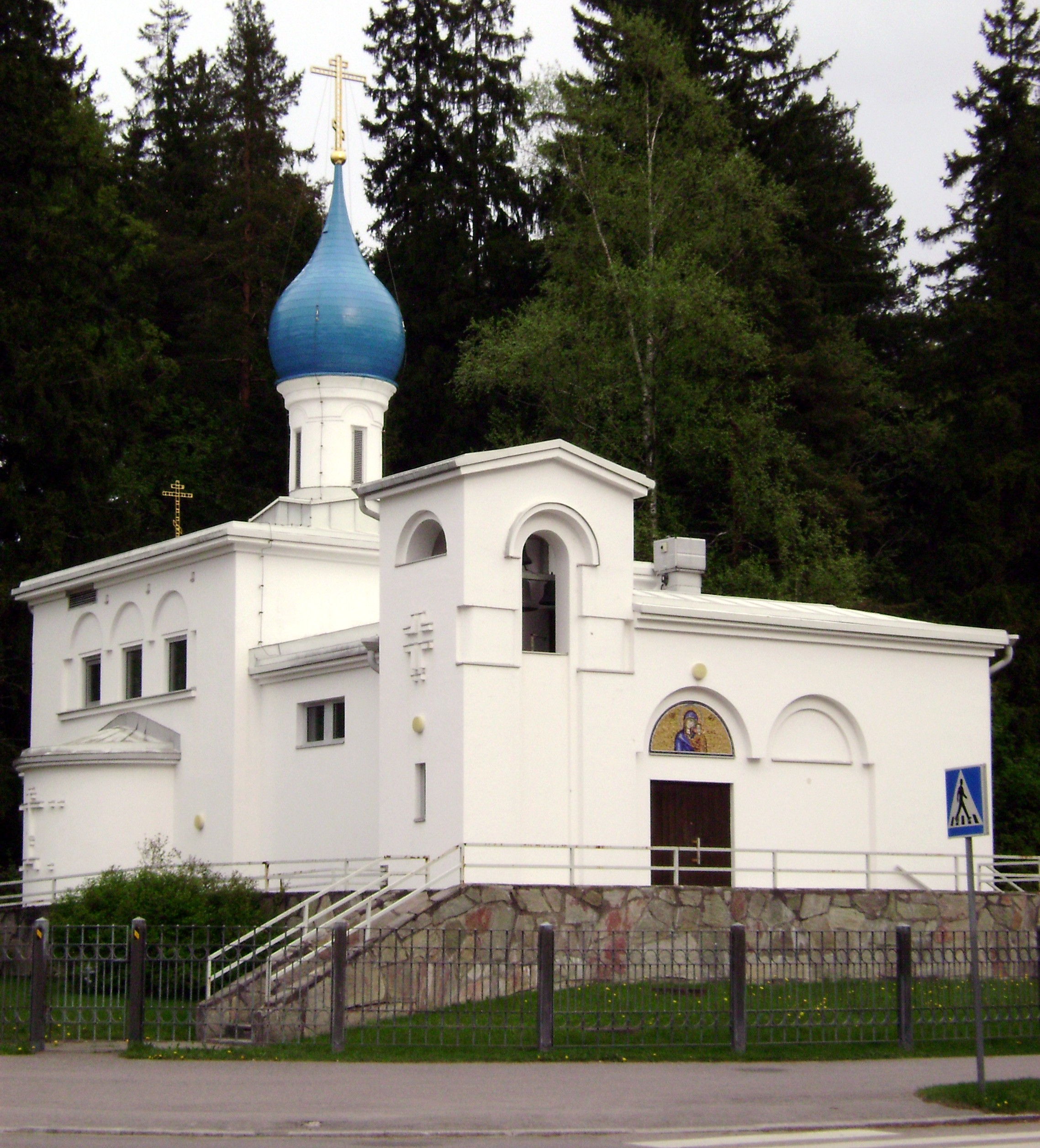
Церква Божої Матері Казанської у Ярвенпя, побудована в 1980 році
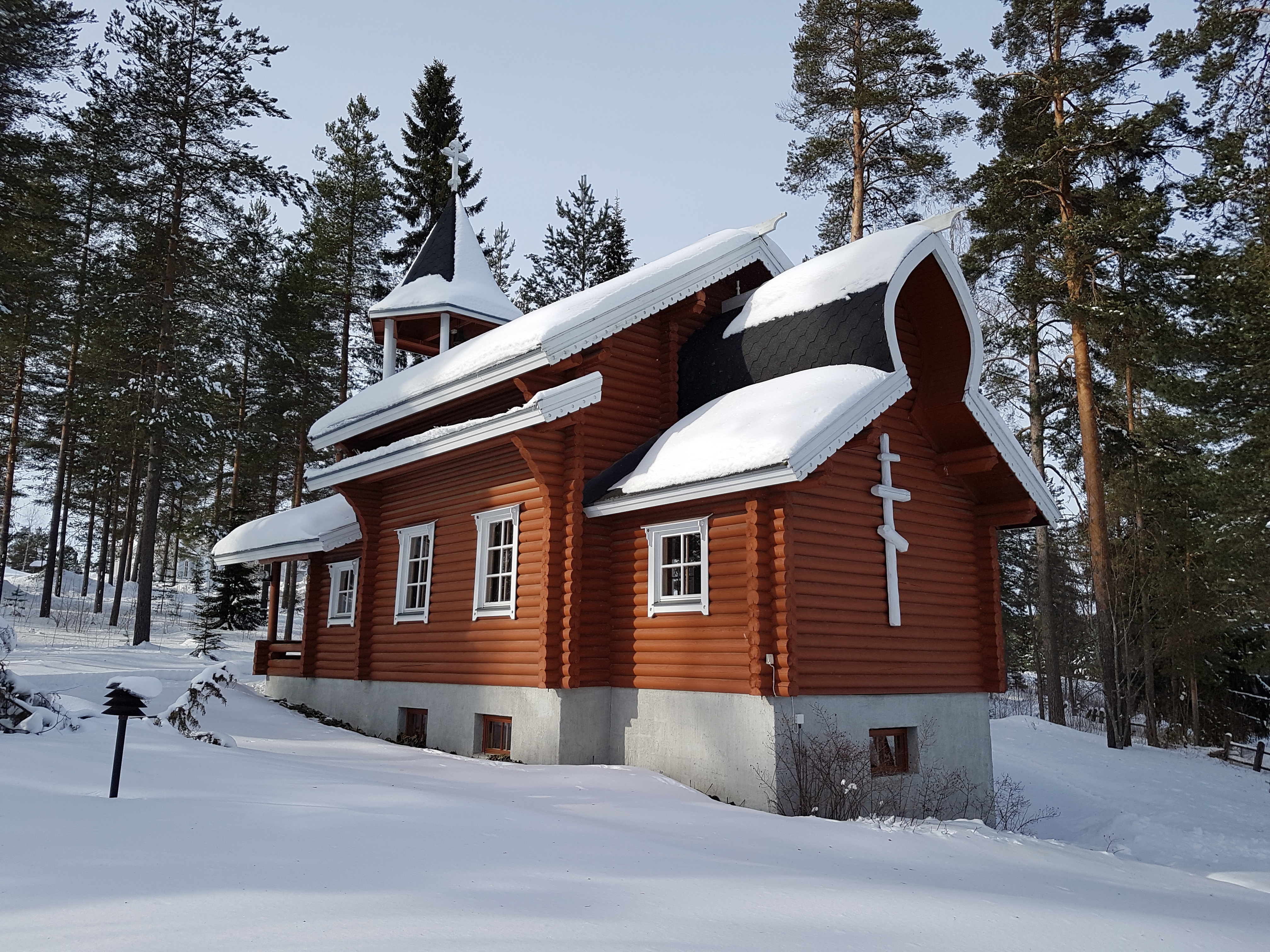
Каплиця Преображення Христового у Війтасаарі, побудована в 1989 році
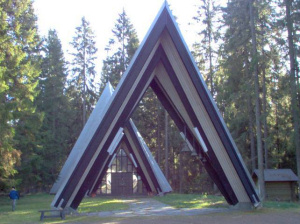
Каплиця святого апостола Андрія в Ліпері, побудована в 1973 році за проєктом Вільхо Суонмаа
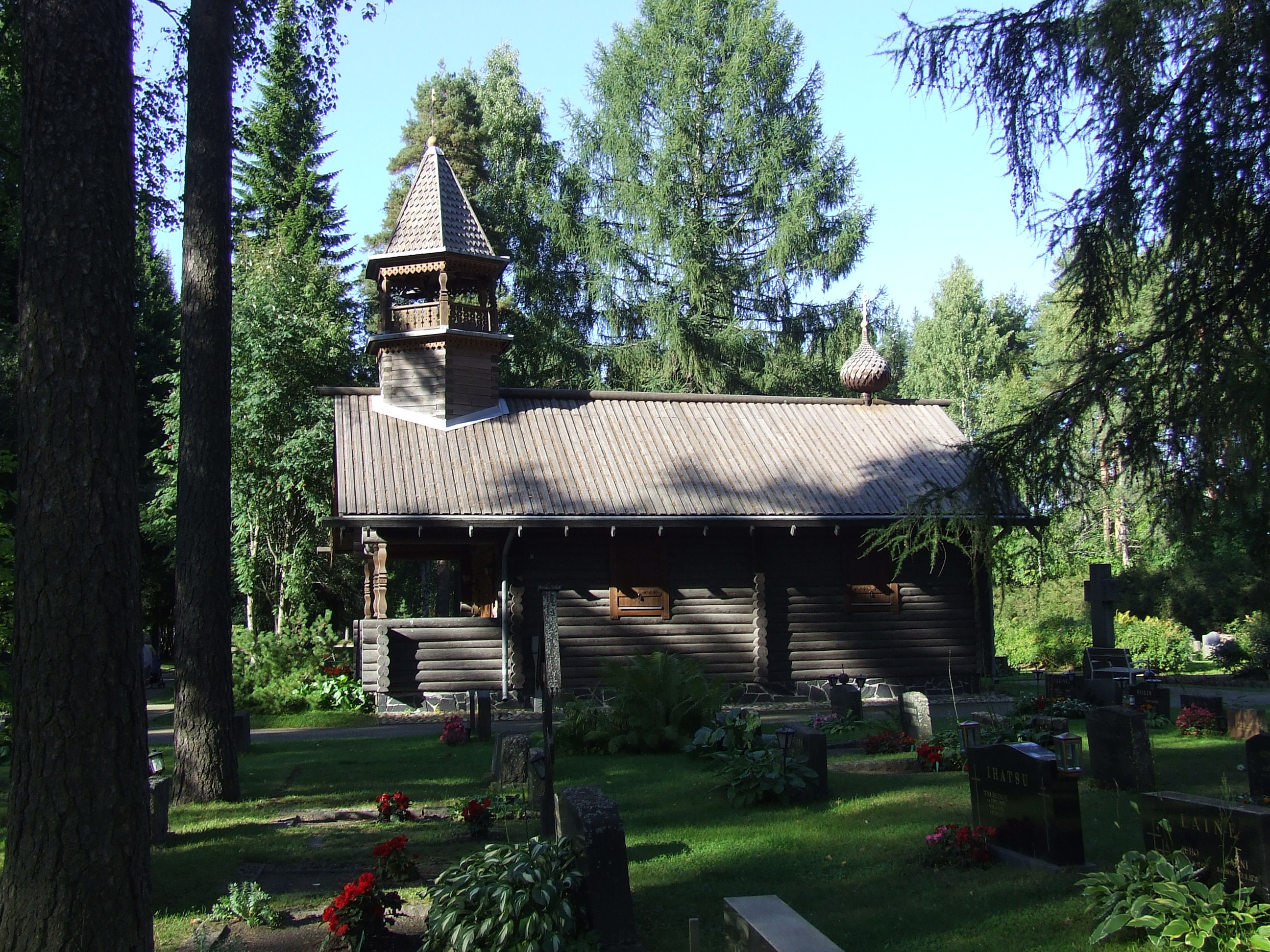
Каплиця Святого Хреста на православному цвинтарі в Йоенсуу, побудована 1986 року
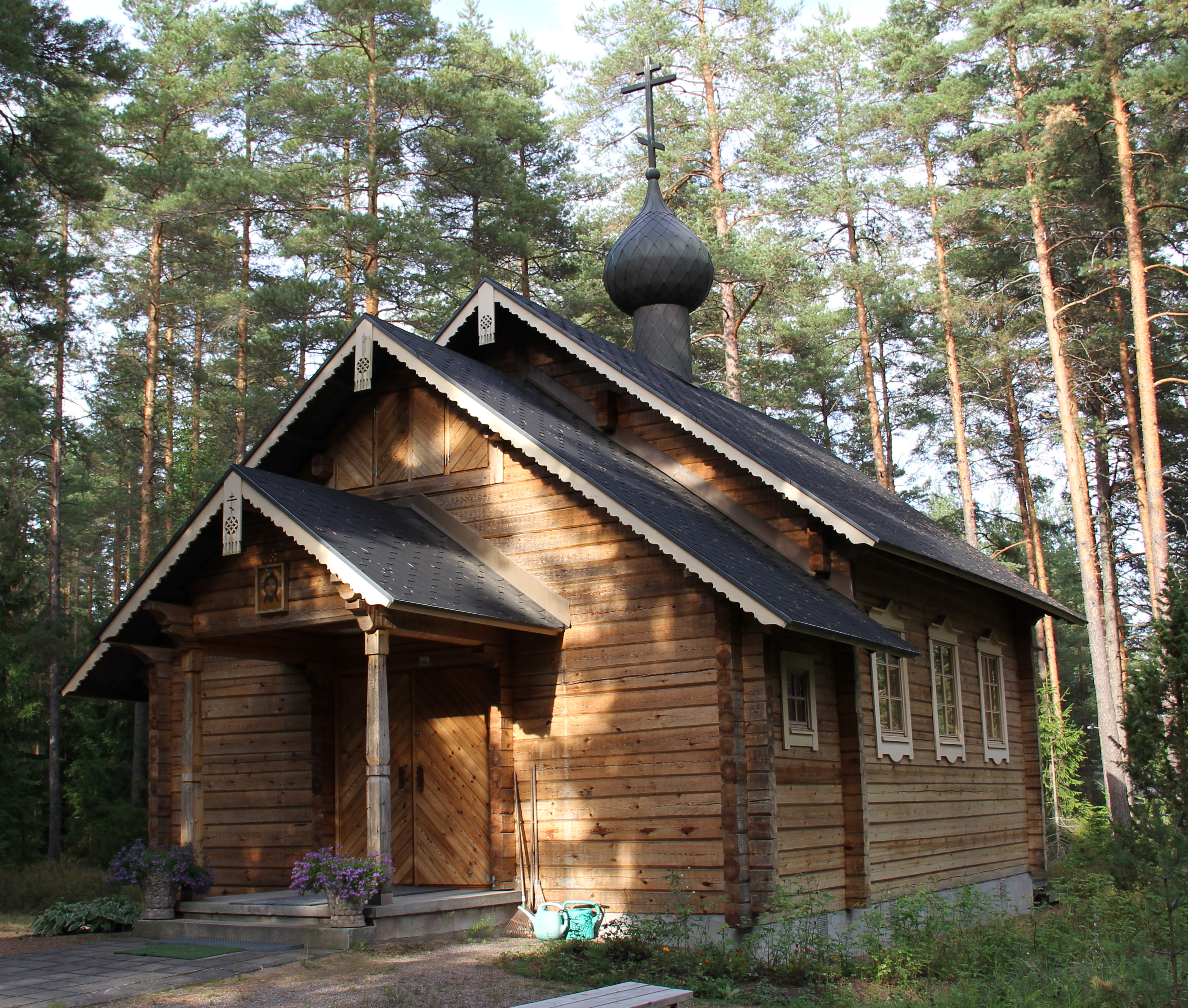
Каплиця Всіх Святих у Лохї, побудована у 1995 році за проєктом Сакарі Сіітонена
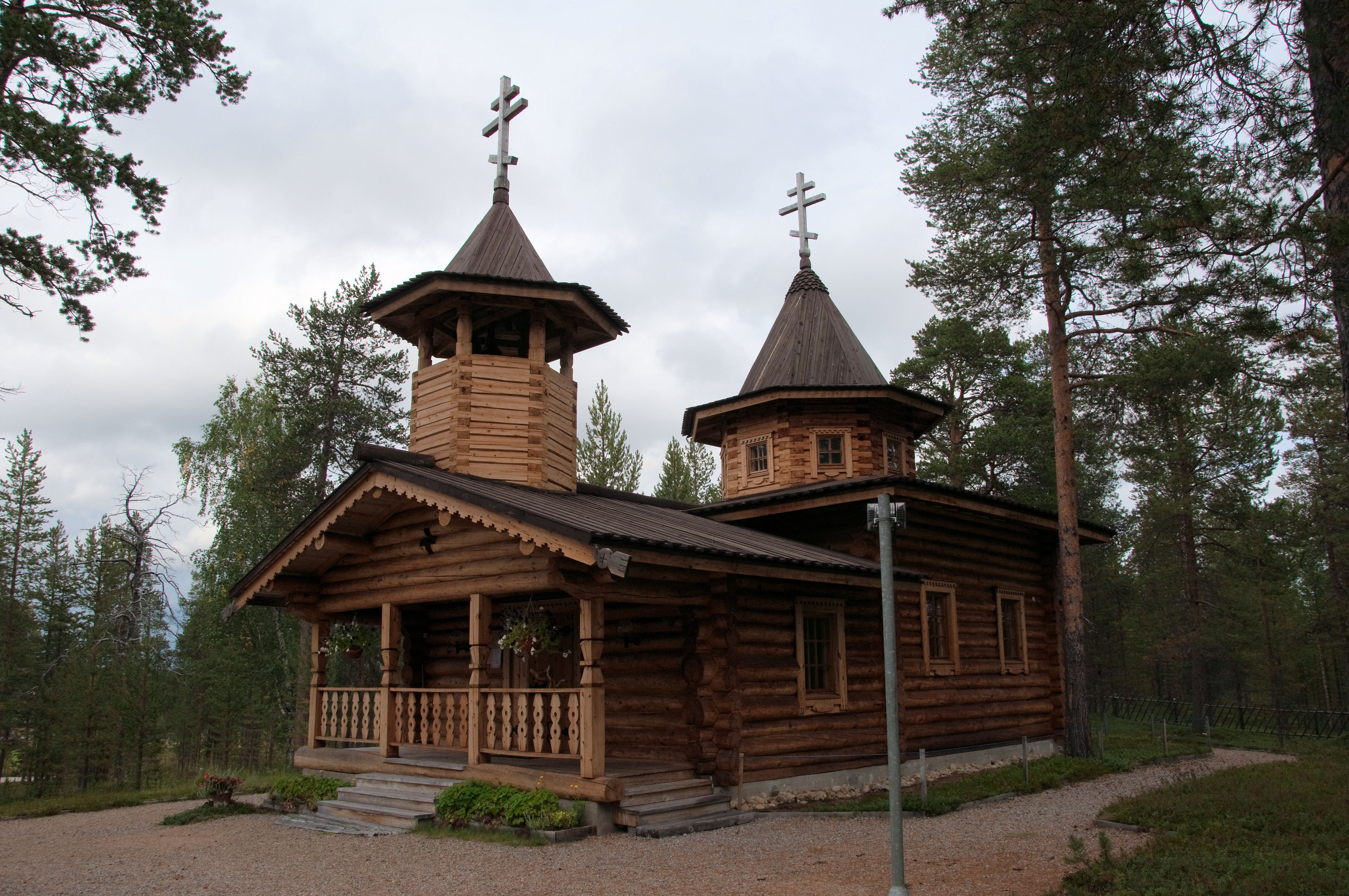
Церква Пресвятої Трійці та Святого Трифона Печенга в Неллімі, Інарі, побудована як каплиця в 1987 році та освячена як церква в 1988 році

Починаючи з 1990-х років, деякі сучасні церкви будувалися у великих містах та селищах.

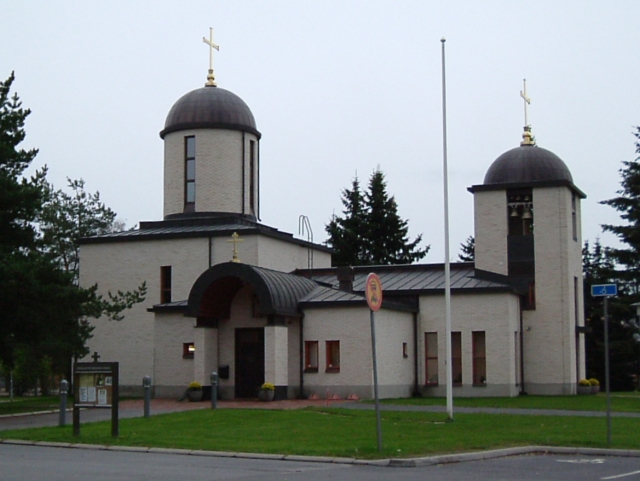
Церква Івана Богослова в Порі, побудована 2002 році
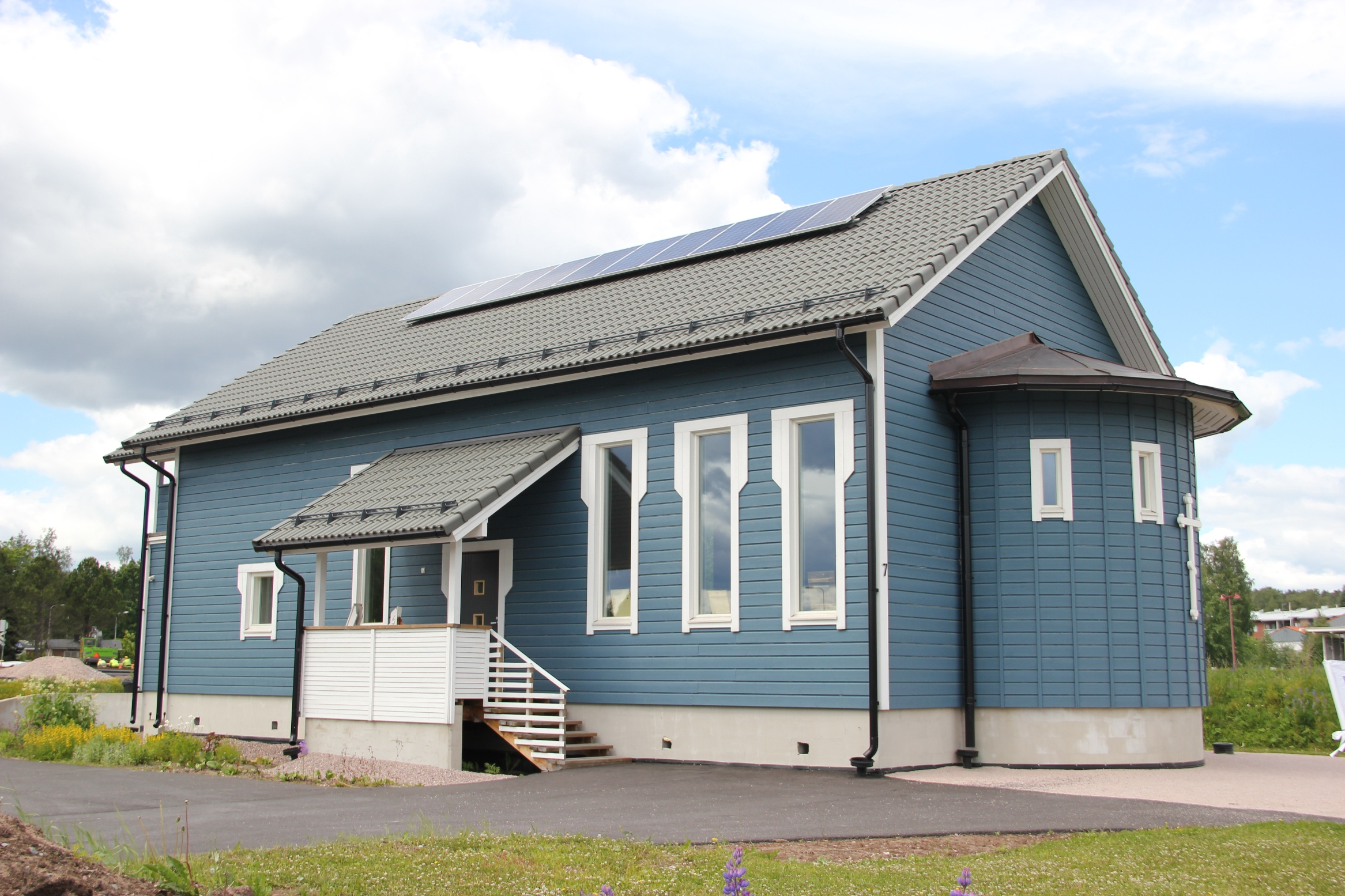
Каплиця народження Богородиці в Нуммелі, побудована в 1997 році
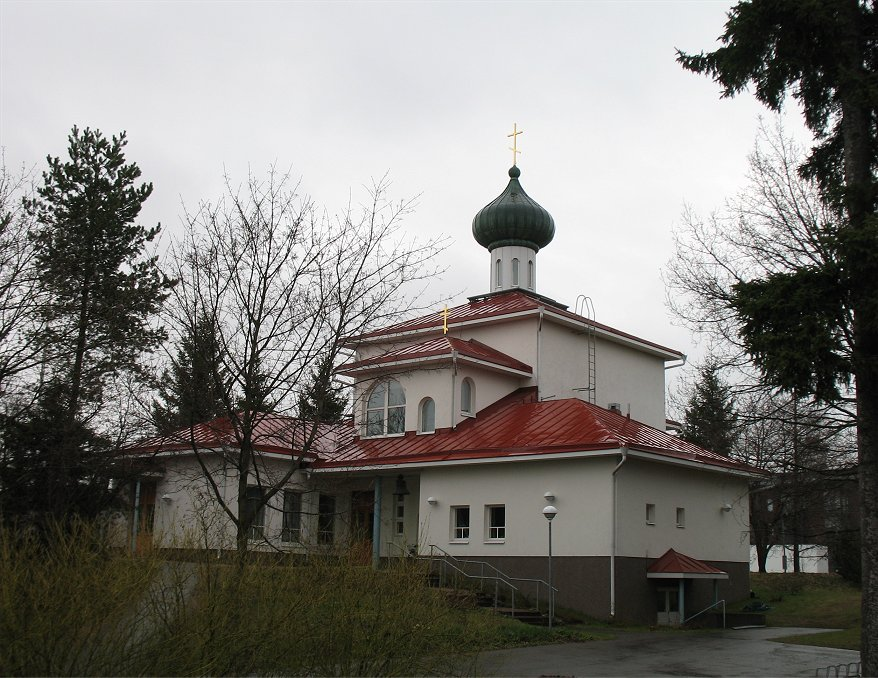
Церква Вознесіння Христового в Тіккуріла, Вантаа, побудована в 1997 році